# Valle del Tordino
La Valle del Tordino è sita nell'Abruzzo settentrionale. È percorsa dal fiume Tordino.

## Geografia
La valle confina nella parte più interna (a ovest) con i Monti della Laga ricadenti nel vasto territorio del Parco nazionale del Gran Sasso e Monti della Laga e nella parte più a valle (a est) con il Mare Adriatico. La valle inoltre confina a nord (il versante sinistro) con la Valle del Salinello e a sud (il versante destro) con la Valle del Vomano.

## Comuni e centri abitati
I centri abitati situati nella valle o sul perimetro della stessa sono i seguenti (in ordine da monte verso valle):
- Cortino
- Padula
- Rocca Santa Maria
- Faieto
- Valle Soprana
- Valle San Giovanni
- Villa Tordinia
- Teramo
- Villa Pavone/Colleatterrato
- San Nicolò a Tordino
- Nepezzano
- Castellalto
- Bellante stazione
- Mosciano Sant'Angelo
- Cologna Spiaggia
- Giulianova

## Storia

### Necropoli di Campovalano
Il territorio, con i reperti archeologici rinvenuti, ha dimostrato di essere abitato sin dall'epoca italica (VIII-II sec. a.C.), ma dalle scoperte fatte in località Campovalano, l'area doveva essere abitata sin dal Neolitico.

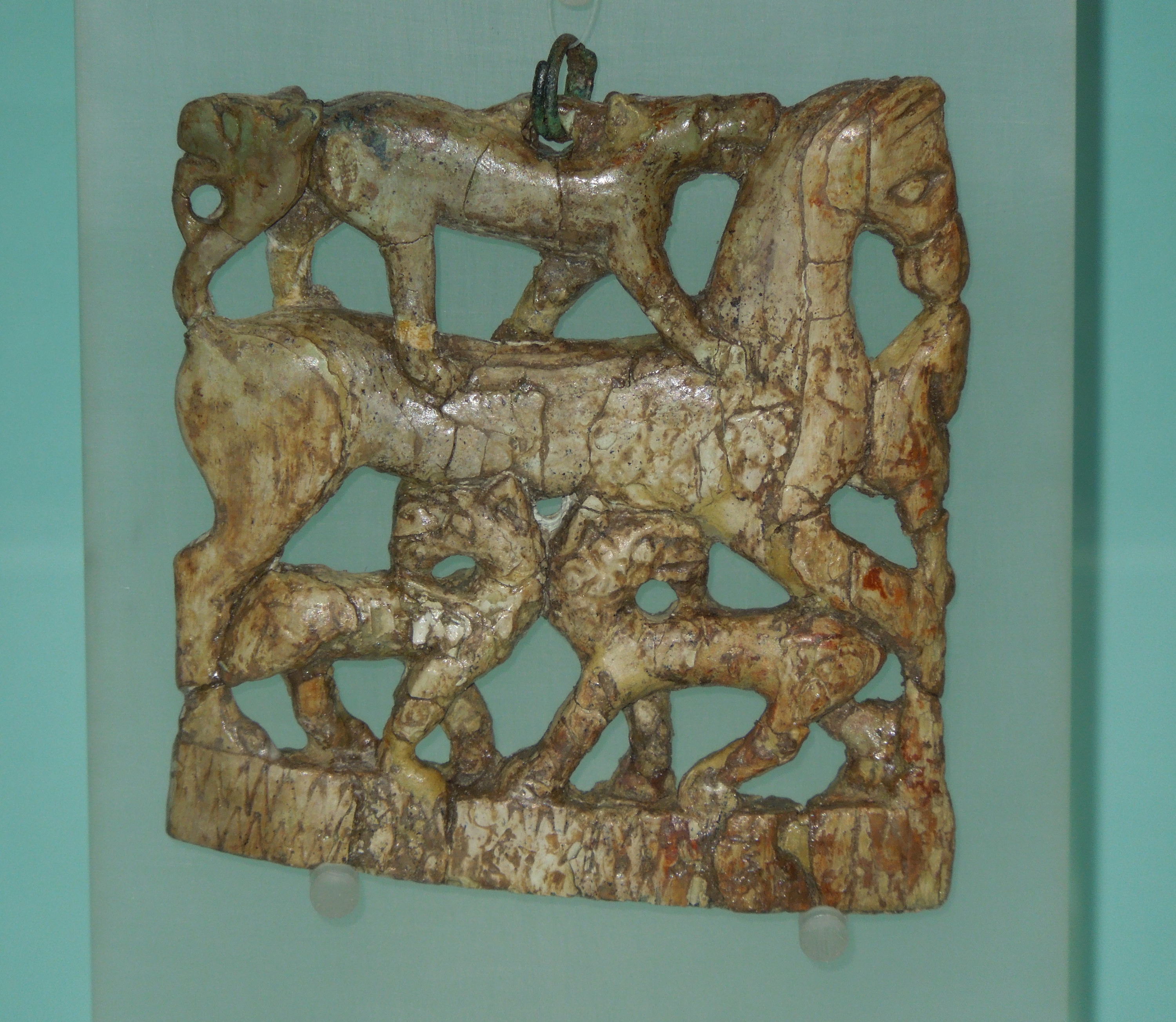
Placca d'avorio trovata nella tomba 127, Museo archeologico Nazionale di Campli

La necropoli di questa contrada, i cui scavi sono stati effettuati dalla Soprintendenza negli anni '70, ha riportato alla luce 600 tombe, che abbracciano un arco cronologico che va dall'età del Bronzo alla conquista romana. Il corredo funebre della prima fase è molto semplice, caratterizzato da un solo oggetto decorativo posto sul torace dell'inumato. Nelle sepolture del VII-VI sec. a.C. si evidenziano cambiamento del sistema di sepoltura, con arricchimento dei corredi. La tomba n. 100, che per la grandezza, la monumentalità e la ricchezza del corredo, lascia immaginare che fosse quella di un personaggio d'alto rango sociale, poiché accanto al sepolcro sono stati rinvenuti i resti di un carro da guerra.
Questa fase delle sepolture è detta "regia", per la presenza dei sepolcri di vari capi della tribù, la tipologia dei sepolcri è a tumulo, con un diametro variante dai 4 ai 25 metri. Il corredo funebre sia per gli uomini che per le donne sono accomunati dalla presenza di ceramiche e vasi di bronzo, a significare la simbologia del banchetto funebre: nelle tombe maschili prevale il corredo composto da armi, mentre per le donne ci sono gli strumenti domestici per la cucitura, la tessitura, la filatura. Dopo la fase "monarchica", la più antica, e quella "repubblicana" del VI-IV secolo, segue quella "ellenistica" del III-I secolo a.C., con le tombe più semplici scavate a fossa, orientate verso sud, con i corredi in ceramica lavorati a tornio, frequentemente verniciate in nero. Nelle sepolture femminili si rinvengono numerosi strumenti per la cura del corpo, come netta-unghie, netta-orecchie, gingilli in bronzo e d'oro come orecchini, mentre nelle tombe maschili spariscono le armi, per lasciare spazio ad oggetti per la pratica sportiva.
Con la scomparsa di questa civiltà, facente parte del gruppo italico dei Pretuzi, stanziati nel Piceno (intorno l'antica Interamnia Urbs, ossia Teramo), l'area divenne nuovamente territorio agricolo-pastorale, e presso i sepolcri venne edificata nell'XI-XII secolo la chiesa di San Pietro Apostolo in Campovalano. Gran parte degli oggetti, come ceramiche e vasellame, oltre al piccolo museo di Campovalano, sono oggi conservati nella sezione distaccata del Museo Archeologico d'Abruzzo presso l'ex convento di San Francesco, nel centro di Campli.

### Origini e l'agro Pretuziano
Secondo lo scrittore romano Sesto Giulio Frontino l'antica Petrut o Pretut crebbe in dimensioni e importanza fino a divenire la capitale del Praetutium e conciliabulum dei Pretuzi.

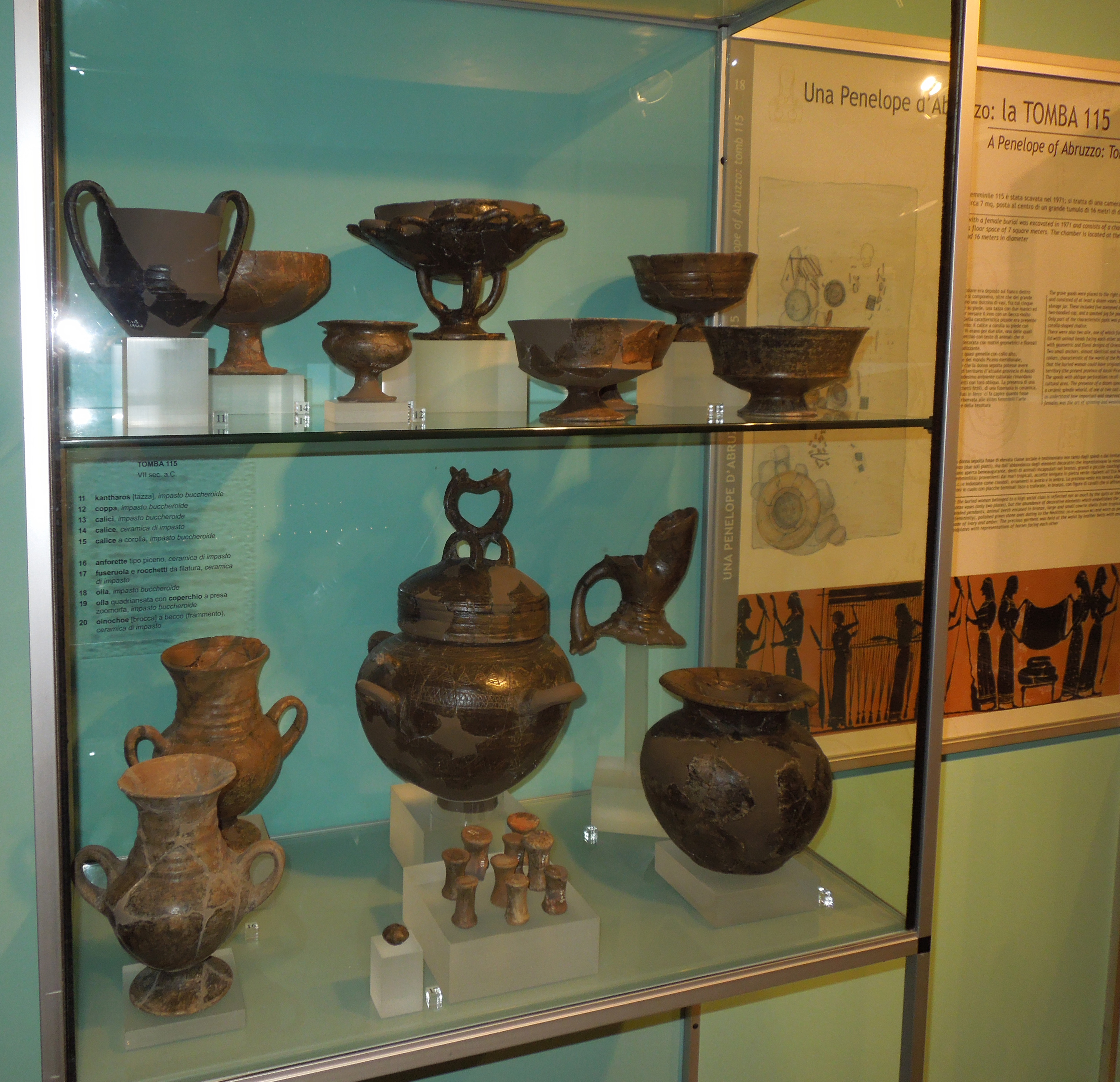
Vasi della necropoli di Campovalano presso il Museo archeologico di Campli (TE)

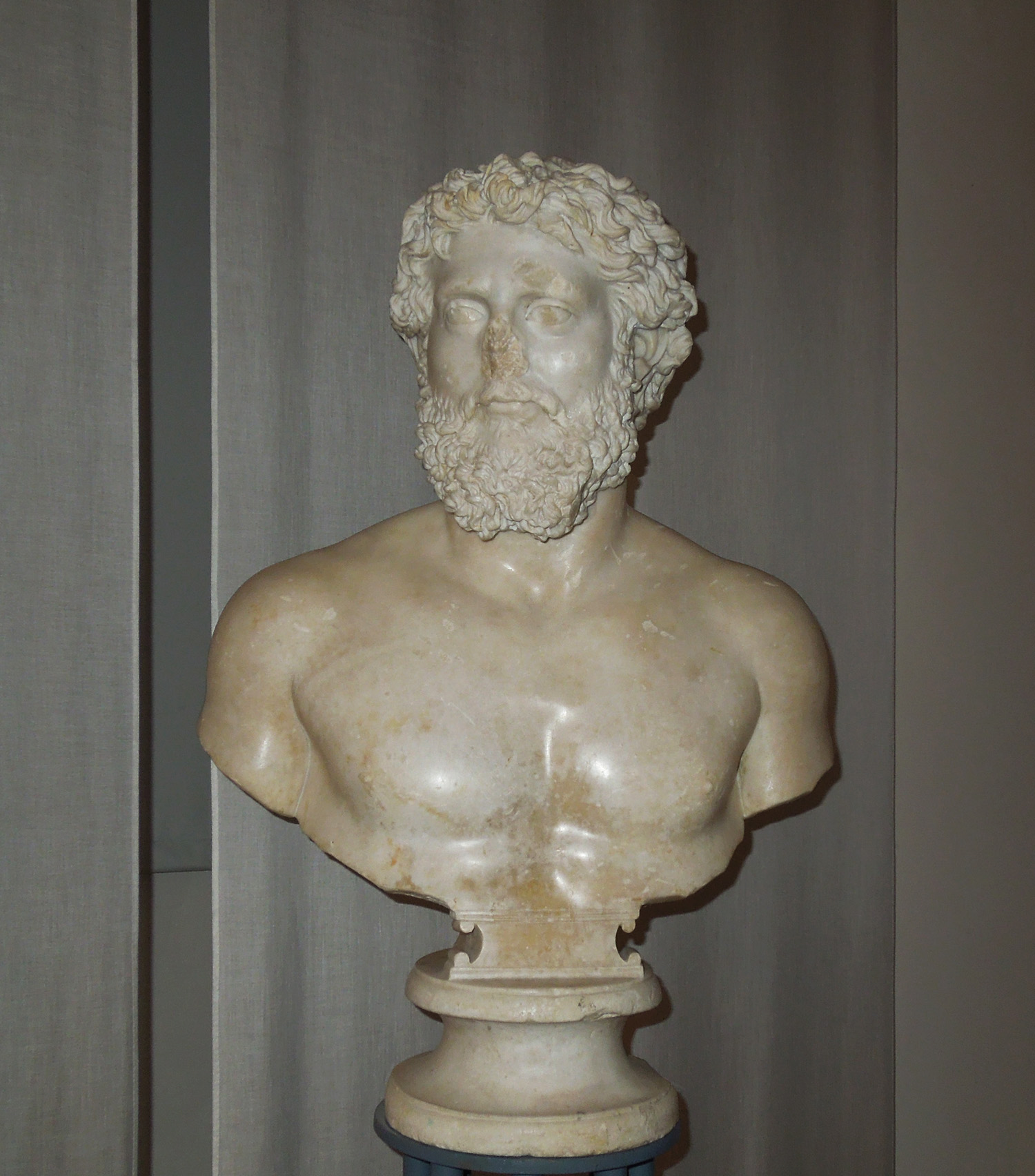
Busto di Settimio Severo, conservato nel Museo archeologico Savini, Teramo

Lo storico Niccola Palma nella Storia ecclesiastica e civile della Regione più settentrionale del Regno di Napoli (1832), ipotizza le varie origini del popolo pretuziano, immaginando che le popolazioni migranti provengano dagli Etiopi o dai Persiani, successivamente cita i Troiani e i Greci, per poi arrivare alla derivazione osca della popolazione picena. Citando ovviamente la prima fonte di Frontino, il Palma arriva alla conclusione che il nome romano di Teramo: Interamnia "Praetuttiorum" (cioè "città tra due fiumi"), fosse stata una derivazione di indubbia inflessione latina da parte dei nuovi conquistatori. Citando Plinio il Vecchio: Quinta regio Piceni est, quondam uberrimae mutitudinis. CCCLX Picentium in fidem p. R. venere. orti sunt a Sabinis voto vere sacro. tenuere ab Aterno amne, ubi nunc ager Hadrianus et Hadria colonia a mari VI. flumen Vomanum, ager Praetutianus Palmensisque, item Castrum Novum, flumen Batinum, Truentum cum amne, quod solum Liburnorum in Italia relicum est, flumina Albula, Tessuinum, Helvinum, quo finitur Praetutiana regio et Picentium incipit (Naturalis Historia, III, 110), le coste dell'Adriatico teramano furono conquistate dai Liburni, soprattutto l'antica Truentum (Martinsicuro), successivamente l'agro Pretuziano andò in mano ai Siculi, poi dagli Umbri, e dai Galli. Il Palma attribuisce con sicurezza la presenza dei Siculi nell'agro pretuziano per via di una contrada chiamata Sicilia, e per via della stessa Valle Siciliana alle pendici di Castelli.
Dopo la cacciata dei Siculi da parte degli Umbri, attestati in alcune carte anche alle pendici dell'Adriatico, tra Atri e Porto d'Ascoli, questi furono espulsi dagli Etruschi. La presenza di varie popolazioni nella zona, soprattutto nelle grotte del teramano, venne testimoniata anche da Muzio de Muzii nei Dialoghi sette della Storia di Teramo (1893). Da questa presenza di diverse popolazioni, nacque anche il centro fortificato di Adria, la quale secondo Tito Livio avrebbe dato il nome al Mar Adriatico., mentre per la presenza etrusca nel fascio litorale, si ricorda la citazione di Marco Terenzio Varrone: Atrium appellatum est ab Atriatibus Tuscis. La presenza etrusca è stata confermata dal ritrovamento di monete, ma anche da alcune iscrizioni che riguardano il culto degli dei in loco. Gli Etruschi avrebbero portato il culto di Feronia a Teramo, mentre toponimi come "Montorio" (Montorio al Vomano, "Monterone" (Guardia Vomano) e "Torano" (la vecchia Torano, nel comune di Torano Nuovo) deriverebbero dall'area fiesolana etrusca.
Altri toponimi di derivazione etrusca riguardano l'agro teramano della chiesa di Santa Croce "ad Massam" (dal toponimo di Massa in Toscana), nel territorio di Sant'Atto.
Più sicurezze si hanno nella definizione dei Pretuzi, di stirpe picena, basandosi sulle parole di Livio nel XIV libro della Storia di Roma dalla fondazione ("Ex reliquis vinis a Supero Mari Praetutia"). Nella seconda guerra punica si ha menzione certa dei Pretuzi, sempre seguendo Livio, che parla dell'arrivo di Annibale Barca nel Piceno passando per l'Umbria dopo la battaglia del Trasimeno. Una lapide romana rinvenuta nel 1790 nella Casa Cocolla del quartiere San Leonardo, riporta T. STATIO. T. F. VEL / PRAETUTIANO / PRAEFECTO. COII. II / BREVCORVM. TRIBV. / COII. II. HISPANORVM [...] C. STATIVS. PRAETVTTIANVS. / FRATER. L'importanza della lapide sta nella menzione del cognome "Praetuttiarum", che assunsero certi personaggi influenti nell'epoca della prima presenza romana nell'agro.
I fiumi dell'agro pretuziano sono il Vomano, il Vezzola, l'Aterno-Pescara, il Batino accanto al Castronovo, poi il Tordino e il Saline, citato già da Plinio. I centri esistenti nell'area erano l'antica Teramo, Adria (Atri) con il suo porto allo sbocco del Vomano (oggi è Torre di Cerrano), Castrum Novum Piceni (Giulianova) e il suo bacino portuale presso la foce del fiume Tordino (precedentemente Batinus) e Truentum (Martinsicuro). Il confine a nord con il territorio di Ascoli Piceno è dato dal fiume Vibrata. Anticamente detto "Ubrata", il fiume attraversa dalla montagna il territorio di Civitella del Tronto, passando poi per Faraone e Sant'Egidio alla Vibrata. Questi territori appartenevano ad Ascoli, e successivamente dalla sua fondazione, all'abbazia di Montesanto di Civitella.
I limiti dell'agro pretuziano erano marcati anche dal Carrufo, a cui si collega l'Elvino fino al mare, principale fonte di approvvigionamento per i Pretuziani, separandoli dalla città di Truentum.
La politica locale doveva essere quella di una "città-stato" simile alle altre città del territorio piceno. Una lapide rinvenuta nel 1828 conferma l'indipendenza amministrativa di Interamnia, nonché la descrive come capitale dei Pretuzi: PVBLICVM / INTERAMNITVM / VECTICAL / BALNEARVM. Ossia si parla di un dazio pubblico da pagare alla cittadinanza per il passaggio dal mare attraverso l'agro.
Entrata dunque, dal III secolo a.C., nelle mire espansionistiche di Roma, secondo il Muzii nei suoi Dialoghi, Teramo non fu mai colonia, benché nell'opera di Frontino venga citata numerose volte Interamnia come colonia romana. Già all'epoca di Sesto Frontino (II secolo d.C.), è interessante notare come Teramo venga citata sia come Interamnia sia come Teramna, toponimo che poi con il passare dei secoli si tramuterà nell'attuale.

### Interamnia Praetuttiroum sotto Roma
Sempre seguendo il Palma, l'orografia urbana di Interamnia abbracciava i quartieri medievali di San Leonardo e Santa Maria a Bitetto, e tutto il piano fuori Porta Reale, come confermano gli scavi della domus nel Largo Madonna delle Grazie. Seguendo anche le descrizioni di Muzio de Muzii, le mura racchiudevano:
- Ponente: Largo della Cittadella, Episcopio, Duomo, Seminario.
- Mezzogiorno: Largo Santo Spirito, Porta San Giuseppe, area abitativa prospiciente il fiume Tordino, la costa che circonda Piazza del Carmine verso Porta Reale.
- Settentrione: Orto del convento dei Frati Minori Osservanti, ingresso al Corso di Porta Romana.
- Nord-Est: via sul pendio del Vezzola (Circonvallazione Ragusa - Porta delle Recluse) - Porta Santo Stefano.

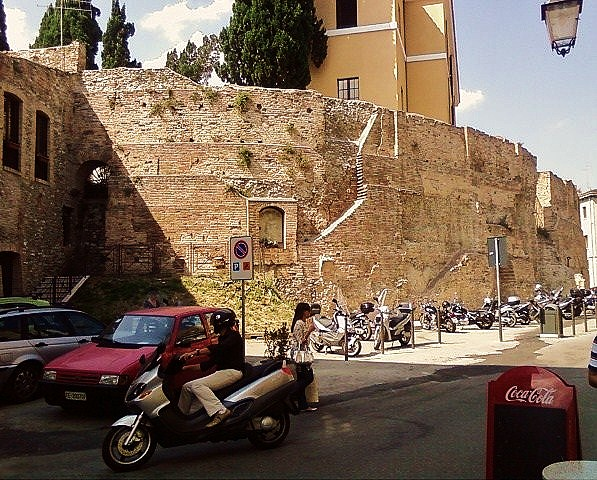
L'anfiteatro romano con sopra il Seminario vescovile aprutino

Diversi sono stati, sin dall'epoca di Muzio de Muzii (1595) i ritrovamenti archeologici, fino agli scavi degli anni '90 del Novecento. All'epoca del Muzii fu ritrovato un pavimento mosaicato a fioroni, ossia il Mosaico di Bacco in via dei Mille, mentre dalla fornace costruita sopra la domus di Porta Reale, vennero effettuati ritrovamenti nell'area Madonna delle Grazie, che all'epoca era il Campo della Fiera. Altri ritrovamenti ci furono nel 1544 a Casa de Tuzii, una colonna venne rinvenuta a Casa Durante-Mezzuccelli (1586), mentre nel 1534 nel chiostro di San Francesco d'Assisi venivano trovate tavolette. Altri importanti ritrovamenti vennero fatti nei fondaci di Casa Urbani, e in quelli delle vecchie carceri sul Corso Cerulli, dove venne edificato poi il Palazzo Savini, vale a dire la domus col Mosaico del Leone.
Le famiglie romane documentate a Teramo i Livinea, i Cassia, Herennia, i Sulpicia, i Mussidia, che si distinsero militarmente al fianco di Marco Antonio, Ottaviano e Vespasiano.

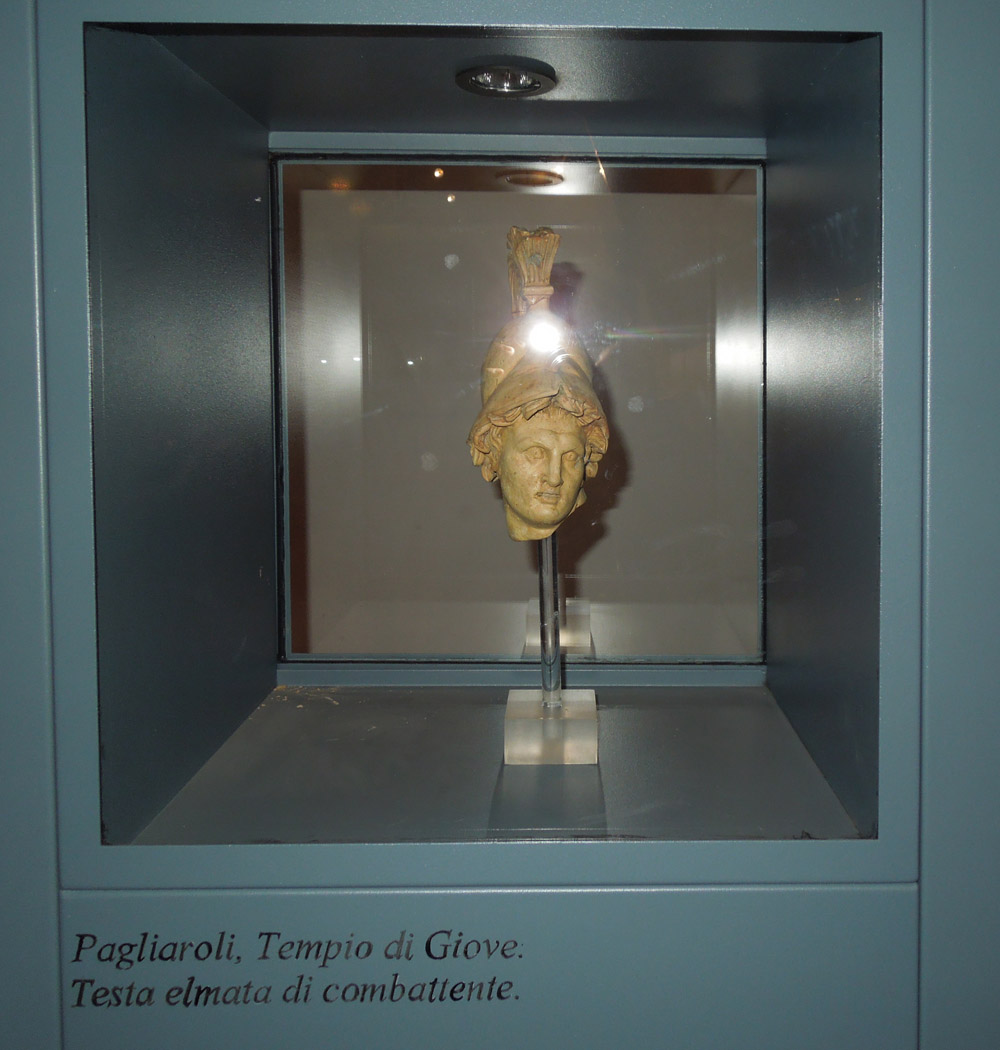
Testa elmata di combattente, rinvenuta a Pagliaroli di Cortino (TE), conservata nel Museo archeologico "F. Savini"

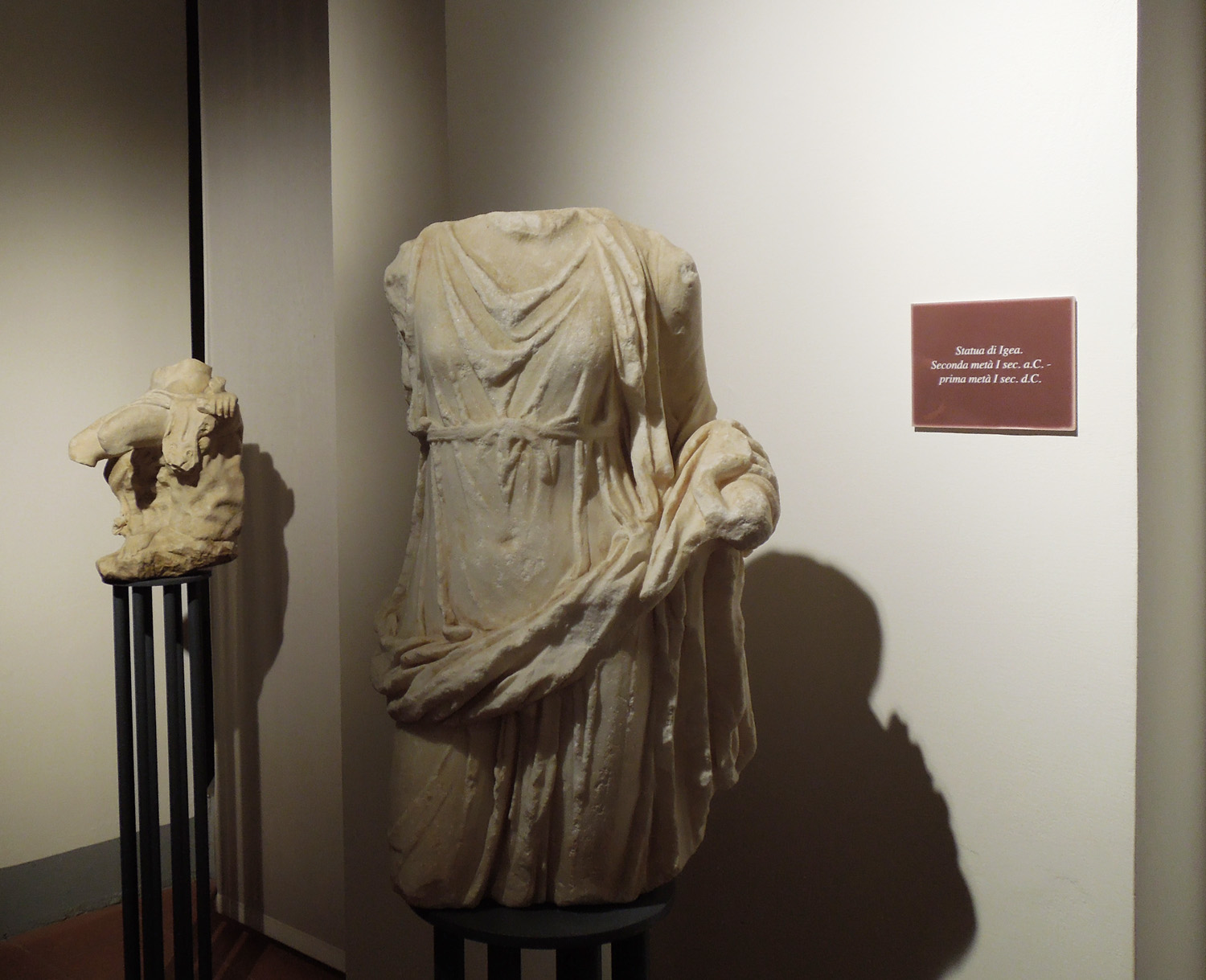
Statua di Igea, nel Museo archeologico Savini

Negli anni finali della Repubblica, Lucio Cornelio Silla s'interessò a edificare alcune colonie nel teramano e a fortificare la cinta di Castro. Numerosi liberti, citati in una lapide ritrovata presso la chiesa di San Pietro ad Janum (anticamente Antesianum), colonizzano ilo territorio teramano e si insediano in città, favorendo completamente il processo di romanizzazione politica e culturale della città. Teramo divenne "municipium", ma ci sono confusioni tra questo termine e quello di "colonia" romana. Una lapide rinvenuta nella chiesa di San Pietro in Torricella, e poi inserita nella Casa Delfico parla di Teramo usando ambedue i termini. Tuttavia per "colonie" s'intendono quelle aree vergini dove i liberti romani costruirono le loro abitazioni.
Dall'inizio dell'Ottocento numerosi sono stati i ritrovamenti in queste aree collinari e campestri, ma testimonianze ancor maggiori si hanno dagli stessi toponimi delle località: Villa Nepezzano, fondata da un tal Nepote, la chiesa di Santa Maria di Propezzano, che secondo il Palma fu fondata sopra un tempio, e dunque la dicitura "Propezzano" sarebbe una storpiatura di "Praetuttiarum"; poi Villa Licignano (da un certo Licino), Cesenano (fondata da coloni di Cesena), Gagliano in Villa di Campli, Ariano (Rocca Santa Maria), fondata dalla stirpe degli Arrij, Magliano, fondata dai Manli, Sant'Atto, anticamente "Attia", fondata dalla gens Attia, di cui si attestano un tal T. Atto e un Attiano. Poi ancora Canzano, che vuol dire toponimo creato per apocope di "Campo Azziano", Garrufo di Campli, forse fondata da un tal Rufo, e via dicendo.
Nell'epoca imperiale venne realizzata la Via Cecilia che collegava l'agro teramano a Roma, di cui rimangono ampi resti. Lungo questa via inoltre, in località Madonna della Cona, è stata scoperta la necropoli di Ponte Messato, composta da sepolcri ascrivibili a varie fasi della presenza umana in loco, dalle popolazioni neolitiche, fino agli Italici, ai Pretuzi, e ai Romani.
Nell'epoca imperiale, Ottaviano Augusto ricompensò alcuni suoi generali con delle terre nell'agro pretuziano, tra Truentum e Castro; successivamente Augusto riorganizzò l'amministrazione territoriale della Penisola italiana, e dell'intero Impero romano, inserendo il territorio di Interamnia nella Regio V Picenum, dividendola dalla IV del Sannio mediante il fiume Aterno-Pescara.
Con la conquista romana, nel territorio teramano si diffusero ampiamente i culti di Bacco e Venere. Ne sono testimonianza un'ara ritrovata presso la chiesa di San Giorgio in Castello, al momento della sua demolizione, mentre resti di una porta di marmo presso la chiesa di Santa Maria a Mare a Giulianova. Perfino una statua della Vergine, rinvenuta nelle parti di Castro vecchia (Giulianova), sarebbe un rimodellamento di una rozza statua italica della dea Venere. Secondo il Muzii, da ritrovamenti di mosaici, la Cattedrale di San Berardo sarebbe stata eretta sopra il tempio di Giunone. Altre divinità, documentate da Giovanni Bernardino Delfico, erano Saturno, Cerere e Vesta, e soprattutto l'antica etrusca Feronia, di cui venne ritrovato un tempio nella campagna teramana. Una statua, detta "della Pudicizia", venne ritrovata dal Delfico presso la chiesa di San Giuseppe, ipotizzando che ivi prima risiedesse un tempio.

### Sotto i Normanni
Secondo le cronache, nel 1004 l'imperatrice Galla portò a Castro Novo (Giulianova) le reliquie di San Flaviano, patriarca di Costantinopoli, anche se altri sostengono che il corpo fosse presente a Castro già nel IX secolo. Da questo momento la zona alta di Giulianova si chiamò Castel San Flaviano o Castrum Sancti Flaviani. Nel 1047 proprio da Castro, transitarono Drogone di Puglia e Rainolfo d'Aversa per arrivare al monastero di San Clemente a Casauria, dall'imperatore Errico e veder confermarti i loro domini. Il vescovo Pietro ottenne in quegli anni dal Conte Gisone di Giselberto una gran quantità di terre amministrate direttamente dalla Cattedrale di Teramo: Sant'Angelo sul Vezzola, Montorio, Cerliano, Ponzano, Basciano, Ripoli (oggi Corropoli), Tortoreto, terre aventi confine con Santa Pupa, Isola del Gran Sasso, Santa Maria de Mejulano e San Benedetto al Trivio. In un altro documento del 1026, la Chiesa di Teramo, acquisiva i poderi di Casale Goriano, di Poggio con la chiesa di San Sebastiano (forse è contrada Collevecchio), Colle Morelli, Rocciano, Montepagano (Roseto vecchia), la chiesa di Sant'Angelo in Sedino (alle porte di Montorio); nell'anno seguente del 1027 furono aggiunti i terreni dell'agro pretuziano e del fermano: Ponziano, Partenello, Selvatria, Ripa di San Giovanni, la chiesa di Sant'Eutizio fuori Corropoli. Un'altra grande donazione avvenne nel 1136 da parte dei Conti Teutone e Gualtiero delle campagne attorno Roseto. Governava la chiesa di Teramo il vescovo Pietro II, succeduto da Sansone nel 1041.

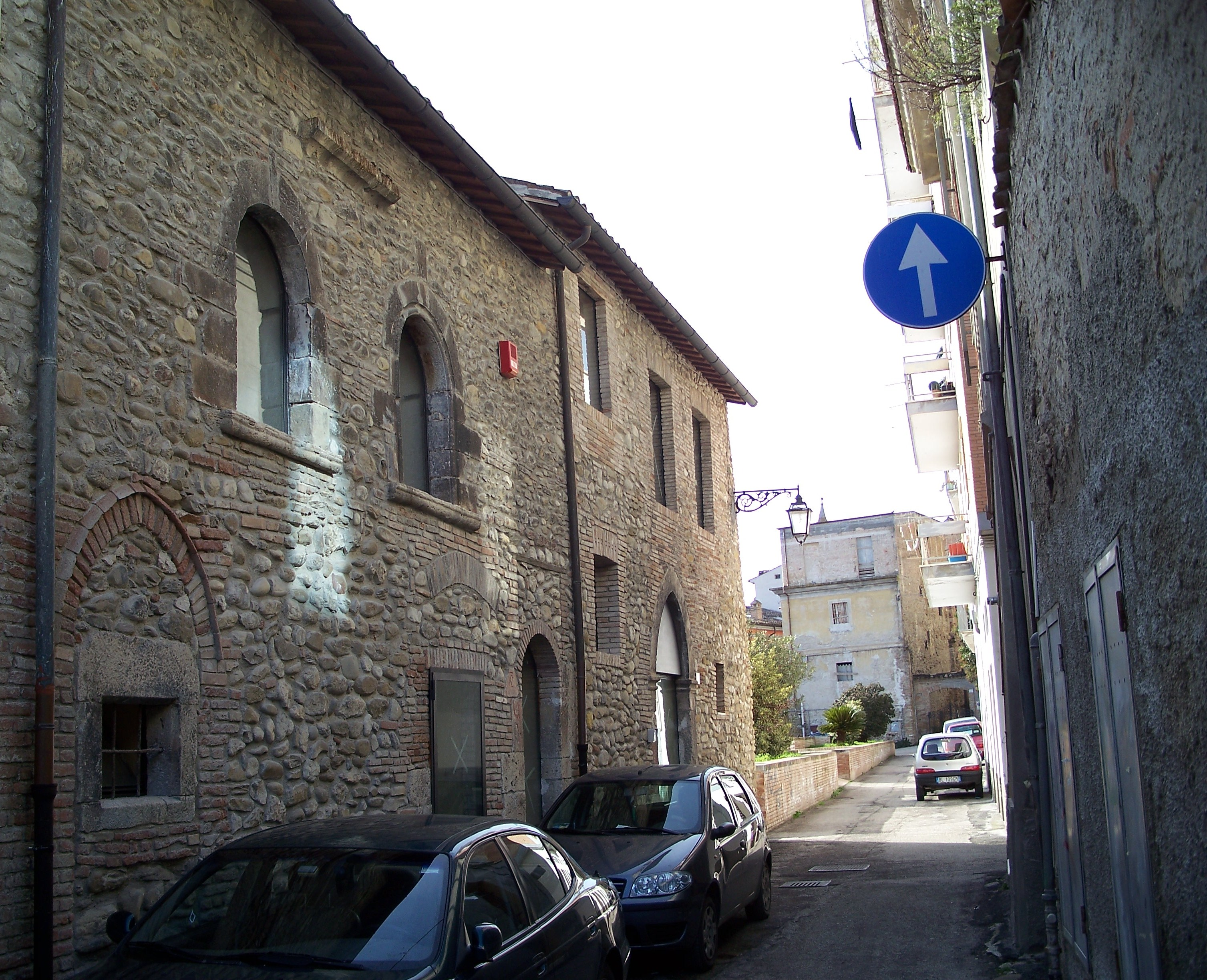
Casa Urbani nel rione Santa Maria a Bitetto, una delle più antiche della città, risalente al XII secolo

Con quest'incameramento enorme di terreni, la Contea Aprutina andò a estendersi oltre il Tronto, nel territorio marchigiano, come è testimoniato nel 1045 da Leone Ostiense. L'ingresso dei Normanni nell'amministrazione teramana avvenne nel 1078 durante il vescovato di Pietro III. Il vescovo prese parte anche al Concilio Lateranense del 1059 convocato da papa Niccolò II. Informazioni sui beni della Diocesi si hanno sempre in documenti raccolti dal cosiddetto "Cartolaio" di San Giovanni a Scorzone, arrivando nell'enumerazione di beni di Teramo, Castel San Flaviano e Civitella del Tronto, fino all'anno 1076. Con l'entrata dei Normanni di Arrigo, si arrivò ad un accordo per la gestione dei beni e dei feudi a rotazione: tre mesi da parte del sovrano, gli altri da parte del vescovo, del giudice.
Notizie riguardo ai nominativi dei Conti Aprutini si hanno a partire dal 1057, quando il sovrano Gerardo riuniva il contado teramano con quello d'Ascoli. Dopo Arrigo, Teramo entrò nei domini di Roberto il Guiscardo, il quale divenne padrone della Capitanata, e istituì la contea di Loritello, distaccandola dalla giurisdizione vescovile di Larino, nominando conte Roberto I.
Si aprì una stagione di conquista efferate segnate dal sangue e dalle uccisioni in varie guerre, poiché il Guiscardo si circondò di Roberto, e del conte Ugo Malmozzetto, che diventò signore di Manoppello (fino al 1927 nel territorio di Chieti, poi ceduto alla provincia di Pescara), il quale conquistò oltre metà Abruzzo, soggiogando Chieti, Penne, l'area della val Pescara, tentando di espugnare Lanciano, impresa nella quale alla fine riuscì, istituendovi il quartier generale. Nel 1074 Ugone arrivò a minacciare addirittura il monastero di Casauria, immischiandosi negli affari interni dell'abbazia, facendo nominare, così come nella vicina Basilica Valvense di Corfinio, degli abati a lui soggiogati e riverenti. Ciò avvenne intorno al 1079, alla morte dell'abate Trasmondo. Dall'altro lato, il conte Drogone, o Tassone, fratello di Loritello, nel 1098 prendeva il controllo di Penne e di Loreto, tenendo inoltre sotto scacco il prestigio dei due monasteri di Casauria e di Valva.
Tali comportamenti allarmarono il pontefice Gregorio VII, il quale nel 1078 aveva indetto un concilio in merito, mentre le discordie tra i conti Roberto il Guiscardo e Giordano, impedivano di far procedere l'avanzata normanna verso il nord dell'Abruzzo, e nell'ascolano. Da qui iniziò a comporsi, divenendo negli anni sempre più forte, la linea di demarcazione tra l'Abruzzo e le Marche. Tali limiti di confine vennero confermati nel Concilio del 1080 di Niccolò II con il Guiscardo.
L'undicesimo vescovo accertato di Teramo, all'epoca fu Ugone (1086 ca.), che si impegnò a reclutare milizie per la prima crociata indetta da papa Urbano. Gli succedette Guido I, nel 1103 era vescovo Uberto, a cui vennero donate dall'imperatore le terre di Collevecchio e Isola del Gran Sasso. Nei successivi atti di donazione, si iniziano a conoscere toponimi del teramano ancora oggi esistenti, come Villa Monticello, Monte Melatino di Campli (poi Castelnuovo), la chiesa di Santa Maria ad Malgianellum, San Lorenzo ad Scaccianum, Santa Maria de Lavarone, San Pietro ad Antesianum (distrutta già al tempo di Palma).
Figlio di Ugo Malmozzetto era il Conte Attone, che ebbe in possesso Teramo, come cita la Cronica di Carpineto, dell'abbazia di San Bartolomeo a Carpineto della Nora, entrato nell'esercizio delle sue funzioni nel 1108, e che donò all'abbazia di Farfa la chiesa di San Martino nella contrada di Morro d'Oro.
Il territorio dell'Aprutium rimase immune, durante il governo di Ruggero II e Guglielmo d'Altavilla, da qualsiasi attacco o conquista, poiché gli eserciti erano impegnati in Sicilia contro Giordano conte di Ariano, ribellatosi nel 1122.

### Svevi, Angioini, Aragonesi

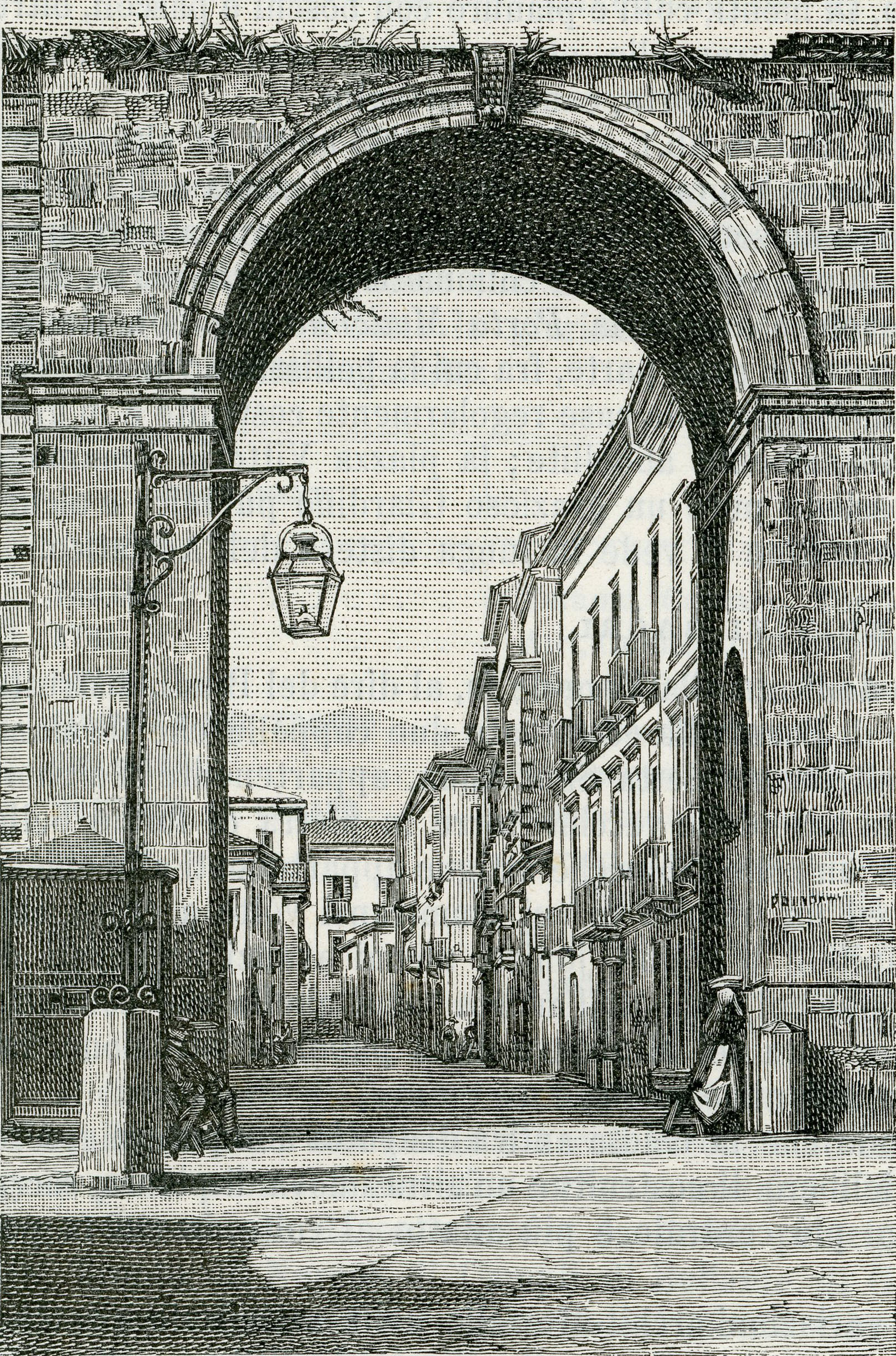
Incisione storica di Porta Reale

Nel 1185 Federico Barbarossa scese in Italia per muovere guerra al pontefice Alessandro III, e si trovò a passare per il Tronto. Non nacquero dispute con Rainaldo Conte di Teramo, dato che in una bolla ufficiale si vede confermati i feudi di Montorio, Garrufo, Isola, Silvi, Faraone, Collepagano (ossia Roseto). Nel 1189 tuttavia alla morte di Guglielmo II, il Conte Rainaldo si unì a Errico di Svevia, in varie scorrerie per il Regno, fino all'assedio di Napoli nel 1190. I rapporti di Rainaldo con gli Svevi si incrinò quando salì al trono brevemente Tancredi: Corrado e Diopoldo governatori della Fortezza d'Arce, creando disordini insieme a Bertoldo di Cuniquellen, dovendo far intervenire l'imperatore in più punto tra Penne e l'Aprutium. Bertoldo andò a Campli nel 1193, trovando resistenza, e in merito ad accordi con il vescovo Rainaldo, pretese la signoria su quelle terre.
Con l'ascesa al trono di Guglielmo III, l'imperatore Errico prima della morte, infeudò alcuni castelli del teramano al Conte Maurizio, e a parenti dell'arcidiacono di Ascoli Magister Berardo: Sant'Omero, Acquaviva e Faraone; mentre nel 1195 con approvazione del vescovo Rainaldo concedeva Cantalupo, Lenta, Colle Pagano.

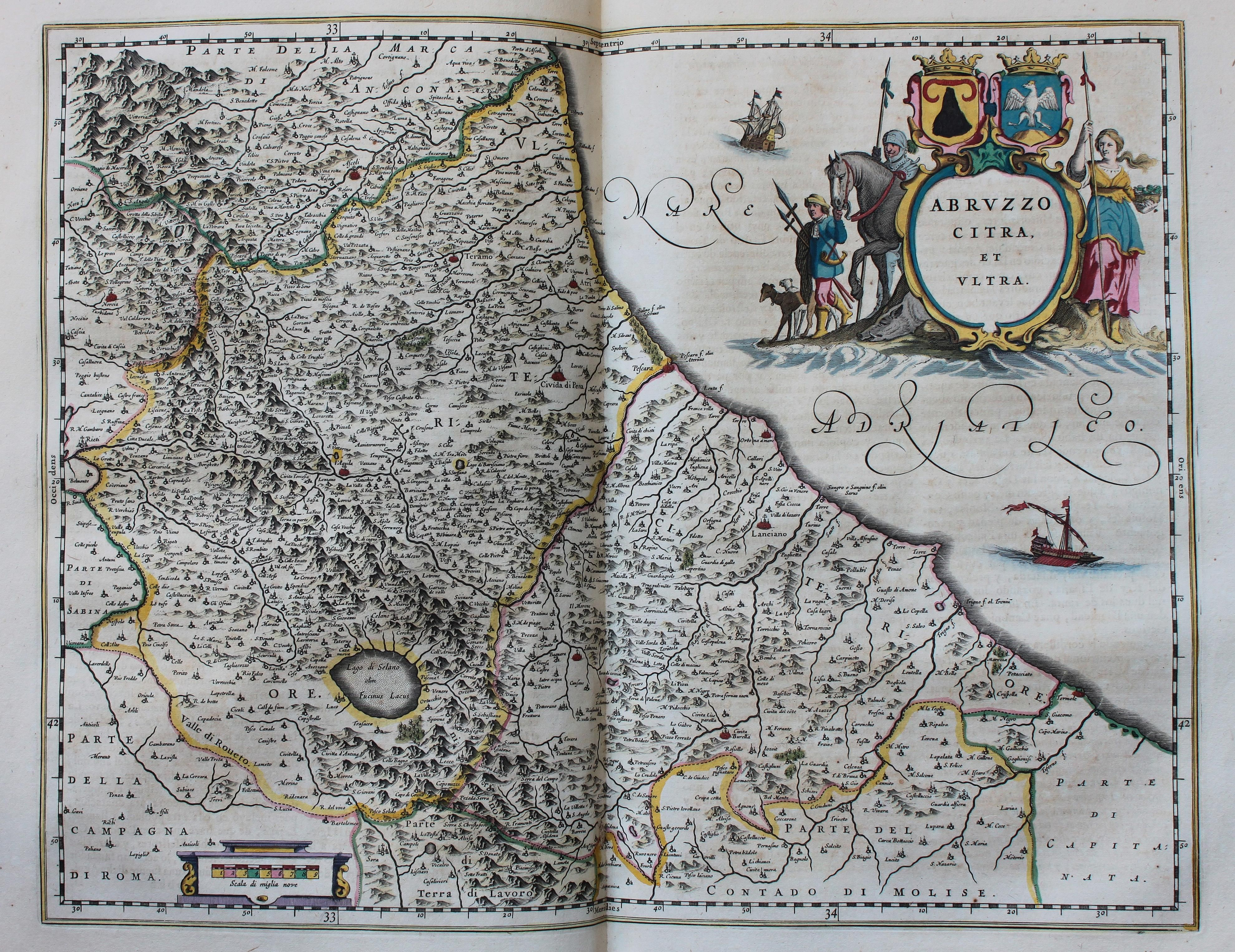
Mappa dell'Abruzzo Ulteriore e Citeriore

Durante il regno di Federico II di Svevia, Teramo e il contado entrarono nelle sue mire nel 1221 con alcuni disordini amministrativi, a cui si dovette porre rimedio. Dopo l'esemplare distruzione di Celano nel 1223 a causa della ribellione di Tommaso Berardi, Conte dei Marsi, Federico iniziò una campagna di smontaggio del vecchio ordine amministrativo delle varie signorie. Tra il 1226 e il '27 Federico mandò degli emissari nel contado d'Aprutio e a Campli, intendendo redigere un censimento fiscale dei feudi da incamerare nella Corona di Napoli. A Teramo non mancarono alcuni disordini, poiché la maggioranza dei signori era di partito guelfo, e così Federico reagì privando un tal Monaldo della sua contea, e delle purghe simili si compirono nel resto dell'Abruzzo, da Lanciano a Ortona e Sulmona.
La grande riforma di Federico nella regione fu di unire nel 1233 il Comitato d'Apruzzo (ossia il contado teramano), al resto dei territori dello smembrato Ducato di Spoleto, che in origine componevano la parte nord-orientale del Sannio: vale a dire le attuali province di Chieti, Pescara e L'Aquila. Il Giustizierato d'Abruzzo ebbe come capitale Sulmona, e comprendeva le terre di Penne, Chieti, Pescara, Lanciano, Castel di Sangro, della valle Peligna, di Celano con Pescina (allora Avezzano era poco più che un casale), ed infine l'agro di Amiternum, sede della diocesi, che dal 1257 si sarebbe spostata nella neonata Aquila. Il toponimo di Abruzzo, che si estese a tutta l'attuale regione, deriverebbe secondo il Pollidori, dal fatto che il giustiziere, di Sulmona, avesse preso residenza per tanto tempo a Teramo, influenzando dunque la redazione degli atti notarili d'archivio. A questo fatto si aggiunge ovviamente la considerazione della scelta semplice del sovrano stesso Federico, che alle ex province di Forconia, Valva, Valeria, Pennese, Teatina e via dicendo, optò circa il nome della nuova regione, per l'antico toponimo dell'ager Praetuttiorum.
Quando Carlo I d'Angiò ebbe in mano la Corona di Napoli in seguito alla battaglia di Tagliacozzo del 1268, la Contea d'Aprutio passò al suo cadetto Roberto. Corradino di Svevia, sconfitto nella battaglia, aveva tenuto la sua attenzione su Teramo sino al 1258; si hanno documenti sui rapporti di vassallaggio tra Teramo e altri castelli: Miano e Colle Mandone,  nel 1251 circa Teramo comprò Castrogno; all'epoca la Città era governata per conto di Corradino dal Marchese di Hoemburgh. Nel 1266 Carlo I rivendicò i territori della Contea d'Aprutio, che erano stati occupati dagli usurpatori Teodino, e poi da Rainaldo III, che si appellò a papa Clemente IV inutilmente.
Gli Acquaviva, prima di diventare duchi di Atri, erano sparsi in vari castelli nella piana del Vomano, comparendo in scena durante il regno di Federico II. Avevano in possesso Sant'Omero, Ripattoni, Morro, Ofena e Canzano. Tra i primi componenti che appaiono negli atti ci sono Berardo e suo figlio Gualtieri Acquaviva, che si sposò con Isabella contessa di Bellante. Nel 1316 grazie a re Roberto d'Angiò, divenne giustiziere Cicco Acquaviva, che collaborò con il milite Matteo da Canzano, aumentando il prestigio di questa famiglia. Due rami della famiglia, più avanti, si spartirono il controllo della Contea d'Aprutio: i genitori del vescovo Rainaldo e quelli di Matteo, che grazie a Scipione Ammirati divennero "duchi di Atri" e "conti di San Valentino in Abruzzo". Grazie poi a Federico III di Sicilia, Corrado, fratello del vescovo di Teramo, acquisì numerosi castelli, tra cui Civitella del Tronto nel 1300. Nel 1303 comprò Cantalupo, nel 1309 Notaresco, poi nel 1315 Canzano.
Nel 1328 iniziò la corsa alla compravendita di nuovi feudi: Teramo si aggiudicò Montorio al Vomano, e per la continua espansione, arrivò a preoccupare le mire espansioniste di Campli, con cui presto arrivò ai ferri corti. La causa della discordia fu il tentativo di Campli di comprare Castello Melatino, uno dei più ricchi della valle quando a produzione. Non ci furono guerre e battaglie, ma ciò servì solo a creare un clima di gelo tra Teramo e le altre città, come Civitella del Tronto e Atri.
Nel 1335 era al trono di Napoli Giovanna I, che s'impegnò a far arrestare dei banditi che incendiarono Castel San Flaviano, rifugiatisi poi ad Ascoli, e passando per Teramo il 3 ottobre indisse la fiera di Pentecoste. Nelle successive vicende dell'assassinio di Andrea d'Aversa, secondo alcuni compiuto da Carlo di Durazzo per salire al trono, si crearono due opposte fazioni nel Regno capeggiate da Luigi di Filippo Principe di Taranto e Carlo di Giovanni Duca di Durazzo; Luigi si alleò con la regina Giovanna, ottenendo alcune città d'Abruzzo tra cui la più importante Chieti, da cui nel 1346 fece partire un documento per il mantenimento dell monache di Santa Chiara di Civitella dal monastero di San Salvatore alle Cese, contro l'opposizione del convento di San Pietro in Campovalano.

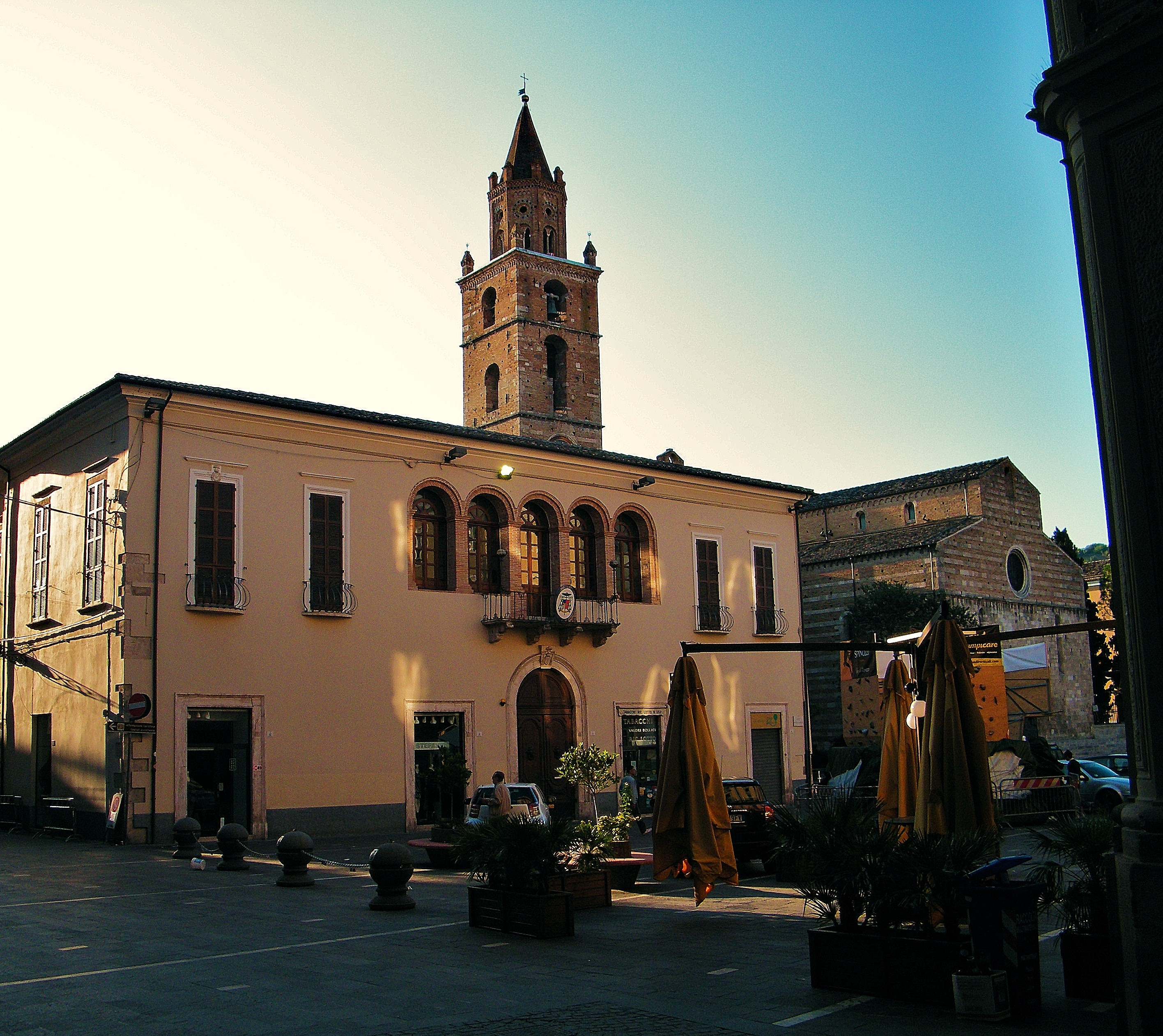
Palazzo vescovile di Teramo

Nel 1348 ci fu una carestia nel Regno, e nella città vennero nominati quattro notai affinché scrivessero dei nuovi strumenti di censimento dei beni, per un riordinamento amministrativo e finanziario di Teramo. In questi strumenti, soprattutto nel quarto, si possono leggere i nomi delle principali chiese di Teramo, molte delle quali oggi scomparse: San Benedetto, Santi Pietro e Nicola, San Leonardo (oggi di Sant'Antonio di Padova), Santa Maria a Bitetto, Santa Lucia sotto la parrocchia di San Luca, San Silvestro di Scapriano, San Vittorino de Podio, l'ospedale del convento di San Matteo, il monastero di Sant'Agnese, il convento di Santa Chiara. Gli anni del 1348 e del 1349 furono contrassegnati dalla peste e dal terremoto che colpì Aquila, danneggiandola gravemente in più punti, tanto che dovette essere ampiamente ricostruita.
Negli ultimi anni di regno di Giovanna d'Angiò, i rapporti tra Napoli, e Papato, si fecero tesi, e ciò andò a incidere anche sulla politica di Teramo, indecisa su che partito prendere. Teramo tuttavia riuscì a concludere un buon affare circa l'allargamento territoriale della sua "università", poiché in un concordato tra sindaci e abati di Montecassino, e quelli dei monasteri interessati, un gran numero di contrade, e di San Nicolò a Tordino stessa, entrarono nella giurisdizione teramana, a patto che i monasteri fossero esentati dal pagamento delle gabelle. Si trattò insomma di una sorta di protettorato senza pagamento di tasse, poiché gli stessi monasteri si erano offerti a Teramo con la richiesta di protezione a causa dei gravi danni subiti durante le varie scorrerie e passaggi di eserciti per le guerre.
Nel 1381 fu incoronato re Carlo III di Durazzo, il quale promosse immediatamente il suo servitore militare Antonio Acquaviva come giustiziere d'Abruzzo, promuovendo poi a contea il castello di San Flaviano. L'Acquaviva si vendicò di Teramo confiscandogli il territorio di Montorio, autoproclamandosi conte, come testimonia un diploma del 1393 di Re Ladislao di Durazzo, anche se in seguito Montorio divenne ufficialmente della famiglia Camponeschi. Amelio di Agoto, altro barone delle terre teramane, di Nereto, Montorio Marina e Colonnella, fu spogliato di tutti i beni da Carlo ed esiliato. Al momento della partenza di Carlo per l'Ungheria, il comando di Teramo fu affidato a Margherita sua vicaria. Alla morte quasi subitanea di Carlo in guerra, il trono sarebbe di lì a poco passato a Ladislao, poiché Margherita non seppe governare il regno con mano sicura.

### Turbe civili a Teramo e ricostruzione di San Flaviano come "Giulia Nova"
Dopo la morte di Giovanna di Napoli, Teramo fu funestata dalle lotte civile di due gruppi familiari di partito guelfo e ghibellino: i Melatino e i De Valle, il cui capostipite fu Antonello, per questo erano detti anche "Antonelliani". I Melatino nella persona di Errico cercarono di acquisire il potere accordandosi con la famiglia Acquaviva di Atri, che colse l'occasione per annettere al ducato anche la ricca e ghiotta fetta della città di Teramo, ma senza mai riuscirsi, nonostante gli attacchi di Andrea Matteo e Giosia I Acquaviva. Tali guerre fratricide comunque recarono danni considerevoli alla città, esili, e l'abbandono da parte dei mercanti del gruppo fiorentino, che preferì tornare nel Ducato di Toscana per l'instabilità politica ed economica.

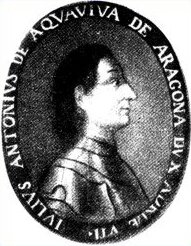
Giuliantonio Acquaviva

Il Palma annota che gli Spennati abbandonarono volontariamente Teramo per non subire rappresaglie, e uno di essi trovandosi presso la chiesa di San Pietro ad Azzano, scrisse sul muro che le città di Teramo, Atri, Silvi, nel maggio 1459 erano caduta all'Acquaviva per le pretese del Principe di Taranto su Ferrante I.Il 17 maggio la cerimonia di giuramento alla presenza del viceré di Ferrante: Matteo di Capua, fu celebrata nella chiesa di San Matteo dentro le mura, nel quale Giosia veniva riconosciuto signore di Teramo, in attesa della maturità di Giuliantonio. Gli equilibri furono turbati dalla ribellione dell'Aquila, sotto il governo di Pietro Lalle Camponeschi, di partito angioino, seguace del Principe di Taranto, che fece issare le bandiere di Renato d'Angiò, inducendo alla ribellione varie altre città degli Abruzzi, mentre il Principe scatenava tumulti nella Puglia. Ferrante I mandò l'esercito, mentre il Camponeschi spediva alle porte di Teramo Giacomo Piccinino, che discese da San Benedetto del Tronto lungo la via Flaminia. Il Piccinino, alleato naturalmente di Giosia Acquaviva, di partito filo-angioino, raggiunse San Flaviano, e da lì conquistò le città di Loreto, Penne e Città Sant'Angelo, raggiungendo Chieti per aspettare le truppe di Giulio da Camerino.
Ferrante, grazie alle truppe di papa Pio II, e del Duca Francesco di Milano, comandate da Buoso Sforza, riuscì da nord a togliere i possedimenti a Giosia, iniziando da Castel San Flaviano. La battaglia tra Buoso e il Piccinino fu cruenta, gli eserciti ricacciati al di là del Tordino. Costui tentò un attacco a sorpresa la notte, guadando il fiume, ma il giorno seguente fu respinto dall'accampamento, mentre i campi si popolavano di centinaia di cadaveri. Ritiratosi lo Sforza a Grottammare, il Piccinino ridiscese sotto la Pescara, saccheggiando Chieti, e vari altri feudi. Nella riconciliazione del 1461 di Ferrante con Roberto Sanseverino, indusse il Principe di Taranto a richiamare l'esercito di Matteo di Capua e del Piccinini, evitando altre sciagure nel territorio abruzzese; intanto anche all'Aquila gli animi si calmarono con la tregua siglata da Lalle Camponeschi col Conte di Urbino, capitano generale della coalizione aragonese.

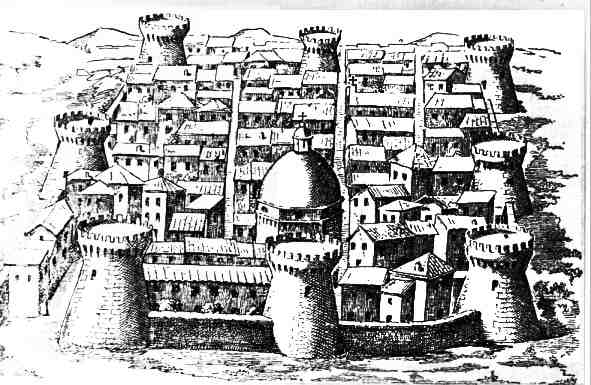
Disegno rinascimentale di Giulia Nova

Intanto gli Spennati, vista la buona occasione, si accordarono col viceré di Napoli per riprendersi Teramo, e marciarono sulla città il 17 novembre. Dopo aver preso e saccheggiato San Flaviano, con molte vite uccise per le pretese di potere di questi nobili, l'esercito arrivò in città guadando il fiume Vezzola. Stava per essere aperta Porta Sant'Antonio per fare entrare l'esercito, quando il magistrato impose tre clausole per la capitolazione della città: distruggere la Cittadella una volta presa Teramo, accordare indulti per ogni delitto, conferma dei privilegi concessi da Alfonso. Durante la presa della città, i Mazzaclocchi seppero salvarsi la vita grazie alla fellonia degli stessi, che trovarono rifugio nei conventi e nei cimiteri, mentre le loro donne fingevano di aver sofferto vari soprusi dal governo dell'Acquaviva, in modo da ottenere la clemenza di Ferrante verso i traditori. La Cittadella capitolò l'8 dicembre 1461, il Castellano fu costretto a sloggiare, e venne rimpiazzato da Matteo di Capua con uno nuovo, fedele a Ferrante. Nella descrizione del Palma doveva essere un robusto maschio, con una torre di controllo in cima, e gli alloggiamenti in basso per le truppe. All'epoca della sua compilazione della Storia ecclesiastica e civile (1832), esistevano ancora frammenti di mura presso Porta San Giorgio. Il torrione era ancora in piedi nel 1792, quando poi la deputazione decise l'abbattimento per migliorare l'ingresso al corso.
In seguito alla morte del suocero Giosia Acquaviva, Giuliantonio venne graziato da Ferrante, anche se il ducato perse alcuni feudi, che vennero accordati ad Ascoli: Nereto, Colonnella, Montorio al Vomano, Gabiano e Torri del Tronto. Nel 1463 fu eletto vescovo Giovanni Antonio Campano, l'anno seguente Atri fu restituita a Giuliantonio dal viceré Matteo, divenendo il sesto duca di Atri. In questi anni le coste teramane si popolarono di nuovi villaggi fondati dagli esuli "schiavoni" della penisola Balcanica. Risalirebbero a questi anni la fondazione di Cologna Spiaggia (Roseto), con la costruzione della chiesa di San Niccolò. Pochi anni più tardi il duca Giuliantonio Acquaviva provvide a ricostruire quasi daccapo il sito di Terravecchia a San Flaviano, ossia la storica cittadella, danneggiata dai passati assedi e saccheggi. La nuova città venne chiamata "Giulia Nova", in omaggio al nome del duca, progettata seguendo lo schema tipico della "città ideale rinascimentale", a pianta quadrangolare con nuova cinta muraria provvista di tre torri per lato, la piazza centrale con la nuova Collegiata di San Flaviano, inizialmente dedicata a Santa Maria in Platea, a pianta ottagonale cupolata, il palazzo ducale, e il convento dei Francescani presso Piazza Vittorio Emanuele (oggi della Libertà).
L'equilibrio di Teramo vacillò ancora una volta quando nel 1474 i Mazzaclocchi si allearono con dei baroni per riprendersi la città; venne inviato a Teramo l'ambasciatore reale Antonio Gazzo, che si occupò di formalizzare una pace perfetta tre le opposte fazioni. La pace fu siglata alla presenza di insigni personaggi: Antonio Piccolomini Conte di Celano e Duca d'Amalfi e Latini Orsini abate di San Nicolò a Tordino. Il Piccolomini s'insediò anche nella diocesi aprutina, rimanendovi sino al 1476. Durante il vescovato di Francesco de Perez, eletto nel 1479, Teramo visse un periodo di relativa tranquillità, cose che non si può dire per il suo territorio, poiché nacque una diatriba territoriale tra Campli e Civitella del Tronto, con scaramucce, razzie di bestiame e omicidi. Nel 1481 nel palazzo ducale di Campli fu siglato un accordo di pace. Civitella ottenne l'autorizzazione di celebrare tra le mura la giustizia civile, ma perse momentaneamente il diritto di nominare il giudice.

### Il Cinquecento
Sotto il vescovato di Francesco Chierigatto, i teramani cercarono di ridurre la spesa annua di 20.000 ducati accordata con Carlo di Lannoy affinché la città rimanesse nella regia demanialità. La famiglia Acquaviva approfittò delle evidenti e prevedibili difficoltà di Teramo, per impossessarsi nuovamente della città; nel frattempo che Teramo mandava da Carlo due parlamentari per ridiscutere la causa di riscatto, il duca avanzò molte pretese su Teramo, richiedendo 40.000 ducati per le spese di guerra, minacciando di sciogliere l'amministrazione civica per metterci un suo commissario scelto, e via dicendo. Sicché tutto l'anno 1525 fu vissuto dai teramani con sospetto. Nel 1527 la città e l'agro circostante furono funestate dalla pestilenza, tanto che, decimato il consiglio amministrativo, per un anno la città rimase quasi senza governo. Nel 1529 soffrì lo svernamento delle truppe tedesche e spagnole del viceré, che saccheggiarono e depredarono.
In occasione dell'incoronazione ufficiale di Carlo V a Bologna da parte di papa Clemente VII, i teramani fecero in modo di debellare per sempre le pretese del duca d'Atri. Lo stesso Carlo, leggendo il diploma d'ambasciata mandato dai cittadini, dichiarò Teramo città demaniale, e per tanto non assoggettabile alle pretese degli Acquaviva.

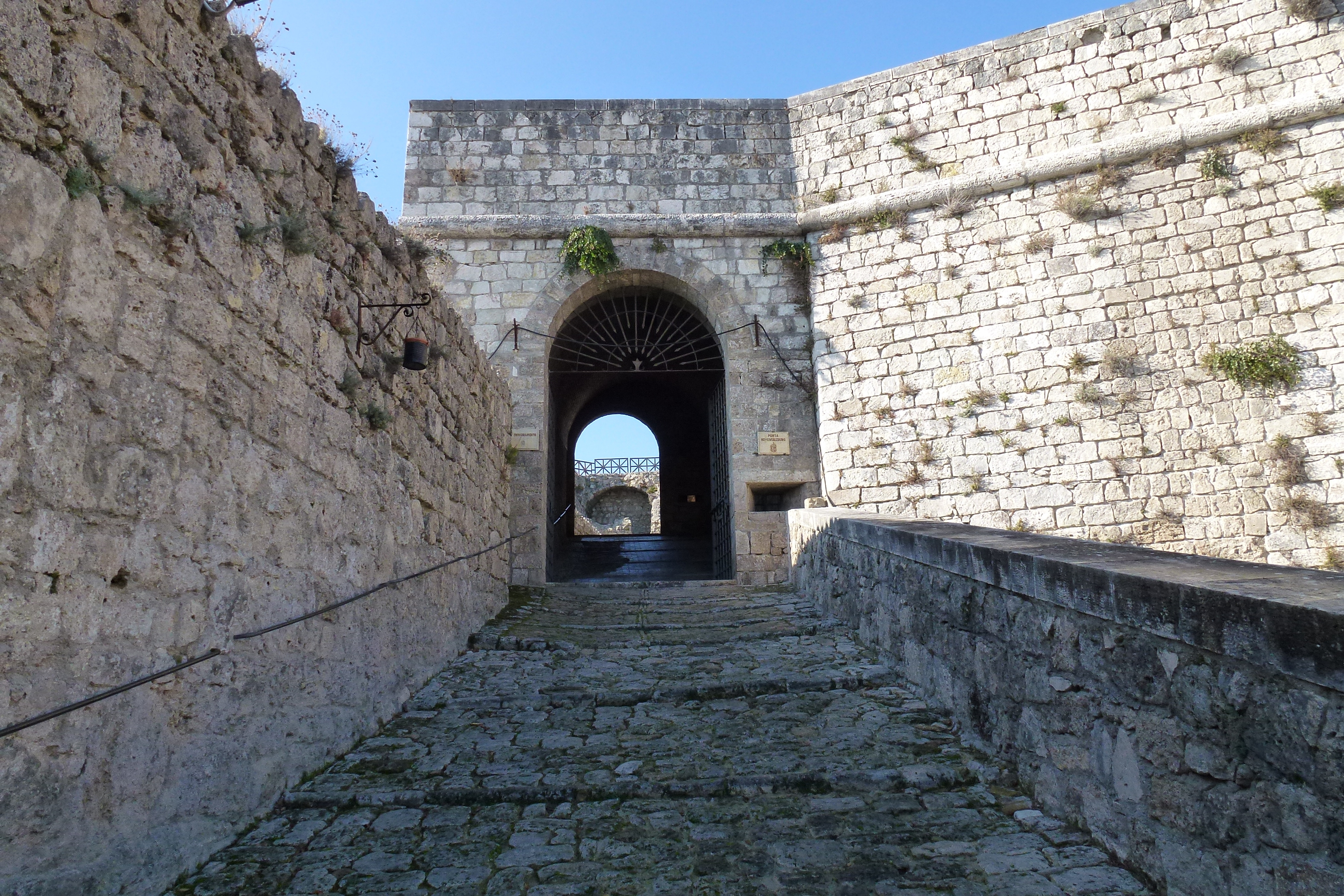
Porta Salzburg (seconda porta) all'interno della Fortezza di Civitella del Tronto

Un incidente politico comparve nel 1530, quando in città si presentò il Commissario don Sances d'Alarcon, al quale i teramani risposero con le armi. Reclutati banditi e contadini, i patrizi del Comune sbarrarono Porta Reale, rifiutando alla richiesta del commissario di far stazionare le sue truppe in città per tre mesi. Il d'Alrcon offeso, acquartierò le truppe presso il convento dei Cappuccini, e impose il blocco a Teramo. Sarebbe stata una carneficina per la città, se non fosse stato scelto tra i cittadini Sigismondo de Sterlich, che ottenne un incontro con il Commissario nel santuario di Santa Maria delle Grazie, da cui venne stipulato un accordo di acquartieramento, con delle clausole prescrittive onde evitare disordine militare. Dopo che partirono le truppe, fino al 1540 in città alloggiò il viceré di Napoli. Un altro viceré, Giambattista Savelli, in compagnia di Ascanio Colonna vennero a soggiornare nella città con le truppe: furono insomma anni difficili per via dei pagamenti dovuti a mantenere le truppe reali, mentre dal punto di vista naturale, ci furono carestie, terremoti e grandinate.
Nel 1538 una parte dell'Abruzzo entrò a far parte del cosiddetto "Stato farnesiano" di Ottavio Farnese e Margherita d'Austria, e vi fecero parte le città di Campli, Penne, Ortona, Città Sant'Angelo, San Valentino in Abruzzo e L'Aquila. Campli dunque fino ad allora città demaniale come Teramo, divenne una delle sedi di rappresentanza di questo stato, e venne ricostruito il suo palazzo, detto ancora oggi Palazzo Farnese. Nel 1539 intanto Teramo dovette essere ancora una volta "soffocata" dalla tracotanza dei viceré spagnoli, questa volta fu Luigi Perez venuto a scroccare ospitalità con tre truppe, riducendo la città quasi alla fame. Nel 1542 la buona annata di produzione agricola fece sì che il grano si vendesse a poco prezzo, facendo respirare alle casse civiche una boccata d'aria. In quell'anno passò in città anche Margherita d'Austria, in visita dei suoi possedimenti, il vescovo Monsignor Guidiccioni riunì i due monasteri di San Giovanni a Scorzone con quello di Teramo dentro le mura (oggi in Piazza Verdi).
Creatasi la Contea di Montorio, passata a Giovanni Alfonso Carafa, figlio di Vittoria Camponeschi, costui durante il papato di Paolo IV riprese la lotta tra Spagna e Francia per il possesso del Regno di Napoli, e così si appellò a Enrico II di Francia affinché potesse conquistare l'agro di Teramo, sottraendolo al viceré spagnolo. Si diresse con il fratello Antonio Carafa perfino ad Ascoli per scatenare la guerra civile, ma il pontefice inviò le truppe di Carlo di don Ferdinando Loffredo, che si mise a saccheggiare le terre di Montorio. Il Carafa saccheggiò altre terre presso il Tronto, acquartierandosi a Corropoli. Nella guerra in fase di evoluzione, il Duca d'Alba favorì il Carafa con 1500 fanti e 200 cavalli, asserragliandosi ad Ancarano. Il paese fu preso a cannonate da Loffredo, facendo scappare i soldati, alcuni dei quali fatti prigionieri e trasferiti a Civitella.
Il Marchese Loffredo con questa mossa ottenne l'autorizzazione di un parlamento speciale di baroni di poter rifortificare i luoghi di Pescara, Atri e Chieti. Così anche Civitella venne rifatta daccapo dall'antico castello aragonese, di cui era rimasta una grande torre. Sfruttando l'orografia del colle ad anfiteatro, la nuova fortezza, che corrisponde a quella attuale, venne fortificata con possenti bastioni lanceolati, che occupavano tutta l'area del colle, e la prigione con le casermette e la piazza d'armi venne sopraelevata, accessibile soltanto da una scalinata molto ripida.
Nella metà del '500 si hanno le prime notizie di scorrerie ottomane presso le coste di Giulianova e Tortoreto, e del sud Abruzzo, da Pescara a Vasto. Per questo fu precauzione del viceré rifortificare le coste del Regno con la costruzione di nuove torri di guardia. Nella costa teramana si contano la torre di Martinsicuro o "di Carlo V", che fu il modello principale per le altre, la torre del Salinello a Giulianova, la torre della Vibrata ad Alba Adriatica, la torre del Vomano a Scerne di Pineto (all'epoca Mutignano) e la torre di Cerrano presso il vecchio porto di Atri.
Dal 1569, sotto il vescovato di Giacomo Silverio, sopravvennero a Teramo tanti mali, iniziando dalle carestie, alcuni focolai di peste nel 1576, e scorrerie ottomane presso le coste.
Gravoso fu anche il fenomeno del banditismo locale, di cui l'esponente più famoso fu Marco Sciarra di Rocca Santa Maria (TE), definito il "flagellum Dei", il quale con la sua banda si macchiò di omicidi e ruberie nelle contrade di Teramo e del Lazio, arrivando a catturare perfino il poeta Torquato Tasso. Tra il 1584 e l'89 il viceré di Teramo, e le truppe del maresciallo Carlo Gambacorta, dovettero faticare non poco per liberare Campli dai banditi. Luogo di rifugio dello Sciarra erano le grotte e le alture del Gran Sasso d'Italia, insieme a conniventi contadini stanchi ed esausti dei soprusi del governo spagnolo. Nel 1592 per catturarlo furono inviati anche le truppe del duca Giovanni Girolamo Acquaviva, mentre il Re dispiegava un esercito di 4.000 uomini capitanati da Carlo Spinelli.
Fu proprio a Itri nel Lazio che lo Sciarra catturò Torquato Tasso, mentre a Cerreto, grazie allo stratagemma di un contadino del gatto abbruciacchiato messo a scorrazzare per i fienili fuori le mura, molti banditi dello Sciarra vennero scovati e catturati. Il secolo si conclude nella storia di Teramo con un'importante decisione della Diocesi Aprutina per la città di Campli: eleggerla a seconda sede della Cattedrale di San Berardo, con l'elevazione della chiesa di Santa Maria a collegiata, in data 14 maggio 1600, durante l'episcopato di monsignor Montesanto. Il primo vescovo di Campli fu Alessandro Boccabarile.

### Il Seicento
Nel 1603 il governo degli Abruzzi passò al viceré Baldassarre Caracciolo Conte di Benevento, che iniziò ad acquistare molti feudi, a perseguire i banditi, che vendeva come schiavi. Gli anni almeno sino alla prima metà del XVII secolo, riguardano fatti di ordinaria amministrazione in città e nel contado, così come riguarda la successione dei vescovi del Capitolo Aprutino a Teramo, e della nuova cattedrale di Campli.
Distinzioni più interessanti riguardano l'amministrazione geografica dei due Abruzzi Ultra e Citra, descritte dal Palma. L'amministrazione dell'Abruzzo Ultra con la casa del tesoriere era stata traslata nel XVI secolo a L'Aquila, con seconda sede a Penne, mentre l'altro Abruzzo aveva il capoluogo a Chieti. Nel 1641 il principale tribunale fu trasferito a L'Aquila. Così l'Abruzzo si ritrovò ad avere due presidi. Nei fatti che riguardarono anche l'Abruzzo e altre regioni del Regno di Napoli, dopo la rivolta di Masaniello, Teramo rimase fedele alla corona, ambiguo fu il ruolo di Campli, mentre tumulti si registrarono a L'Aquila, Vasto e Lanciano. La fedeltà dei teramani è riportata anche in un documento datato 1660 di Filippo IV di Spagna. 

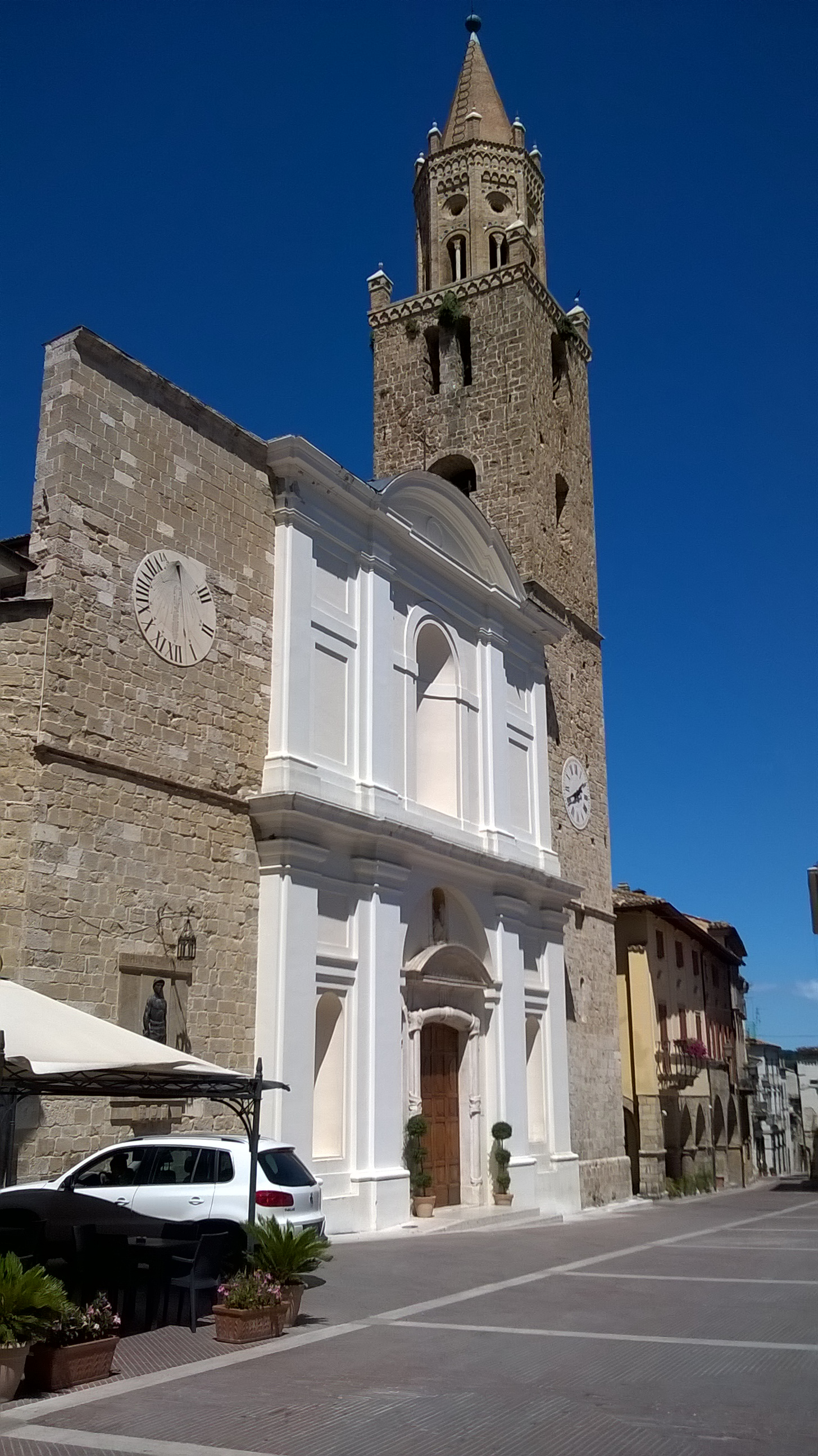
La Collegiata di Santa Maria in Platea a Campli, antica sede vescovile

Nel 1648, precisamente la notte del 2 aprile, le truppe del detto "Martello" (Bartolomeo Vitelli), a capo delle truppe del Duca di Castelnuovo, si acquartierarono presso le mura del rione San Leonardo, intimando la resa a Teramo. I cittadini si fecero beffe di lui, e dopo che non riuscì a compiere l'assedio, si ritirò a Canzano, raggiunto dalle truppe di Pignatelli. La battaglia "del giovedì santo" mise in fuga i rivoltosi popolani, che si accanirono sui territorio circostanti, tagliando l'uliveto di Giulianova, non riuscendo il Marchese d'Acquaviva duca d'Atri a fermarli per l'esigua guarnigione. Il 15 aprile i rivoltosi "masanielliani" tornarono a Teramo, cercando di prendere la città da ovest, verso il convento dei Cappuccini. Furono raggiunti dalle truppe fresche di don Alberto Acquaviva, che li mise in fuga verso Chieti.
Per tutto il Seicento Teramo e il suo circondario furono flagellati dal fenomeno del banditismo, organizzatosi in due gruppi principali: quelli di Titta Colranieri e di Santuccio di Froscia, e in occasione della sanguinosa repressione del 1684, venne creata a Teramo la Regia Udienza, che verrà trasformata nel XVIII secolo nel tribunale borbonico penale.
Le vicende che si verificarono in Abruzzo, specialmente intorno a Teramo, il fenomeno del banditismo fu molto esteso. C'è chi considera tale proliferazione di briganti in riferimento al malcontento popolare, chi proponeva di ingraziarsi i capi-banda, da essere poi assoldati come mercenari per imprese future. Nel viceregno di Napoli, secondo il Marchese di Vélez i banditi erano assai forti e addestrati militarmente, in grado di competere senza paura contro le truppe reali, e dunque occorreva in ogni modo cercare di recuperarli, mentre secondo don Pedro d'Aragona il banditismo era un fenomeno da schiacciare senza esitazioni. La reazione iniziale del governo di Napoli non fu fruttuosa, per l'impiego di banditi spagnoli, credendo che i banditi abruzzesi usassero lo stesso comportamento malandrino, e in secondo luogo impiegarono l'esercito, e si accanirono sui feudatari minori della regione.
Così si scelsero due linee: usare l'artiglieria secondo il Marchese Del Carpio o convincere le bande al porsi al servizio dei mercanri Veneziani, secondo il Cardinale Cybo. Anche tra i capi briganti esistevano divisioni sul partito da prendere, molti si opponevano al Capitano Colaranieri di abbandonare le posizioni di battaglia per cercare roccaforti più sicure, altri invece volevano aspettare gli spagnoli a Montorio al Vomano e di tenere libera la strada di Poggio Umbricchio (Crognaleto) per eventuali ritirate. Le case dei capi Titta Colaranieri, Giovan Berardino e di altri, nonostante la robustezza delle fondamenta, non erano sufficienti per garantire la loro sicurezza, così costoro si spostarono varie volte nella ritirata, in luoghi diversi. Il consiglio di guerra del Regno deliberò la fortificazione del rudere di Rocca Roseto, sempre nei pressi di Crognaleto, poi di fortificare maggiormente Montorio (1686). Per la costruzione di Rocca Roseto, furono comprati i feudi del duca d'Atri per 36.000 ducati.
L'esercito usò la mano pesante, perseguitando i banditi con la distruzione delle loro case, e dei resti delle rocchette dei feudi, torri e case fortificate, sterminando inoltre 1.200 banditi. Altri banditi invece, come la banda di Santuccio di Froscia, riuscirono a fuggire nelle Marche, e a essere assoldati dai Veneziani. Dato che Teramo garantì vettovaglie e ospitalità agli eserciti, rimanendo fedele alla Corona, oltre alla regia udienza, ottenne il titolo di capoluogo della Ima provincia d'Abruzzo Ultra, mentre l'altra fu data a L'Aquila.

## Luoghi d'interesse

### Sguardo generale
La valle prende il nome dal fiume Tordino, essa confina nella parte più interna con i Monti della Laga, tra Abruzzo e Lazio, ricadendo nel vasto territorio del Parco Nazionale del Gran Sasso, e nella parte più a valle dell'Adriatico, tra Giulianova e Roseto degli Abruzzi. L'area è attraversata trasversalmente dall'autostrada A14 e dalla strada statale 16 Adriatica lungo la costa teramana, dalla strada Pedemontana Abruzzo-marche nella parte centrale, mentre la statale 80 parallela della "Teramo-Mare" la percorrono longitudinalmente per una parte, sino a Martinsicuro, al confine colle Marche. La valle è attraversata da Teramo sino a Giulianova dalla ferrovia Giulianova-Teramo, che in origine doveva arrivare sino a L'Aquila, per ricollegarsi al tracciato per Roma.

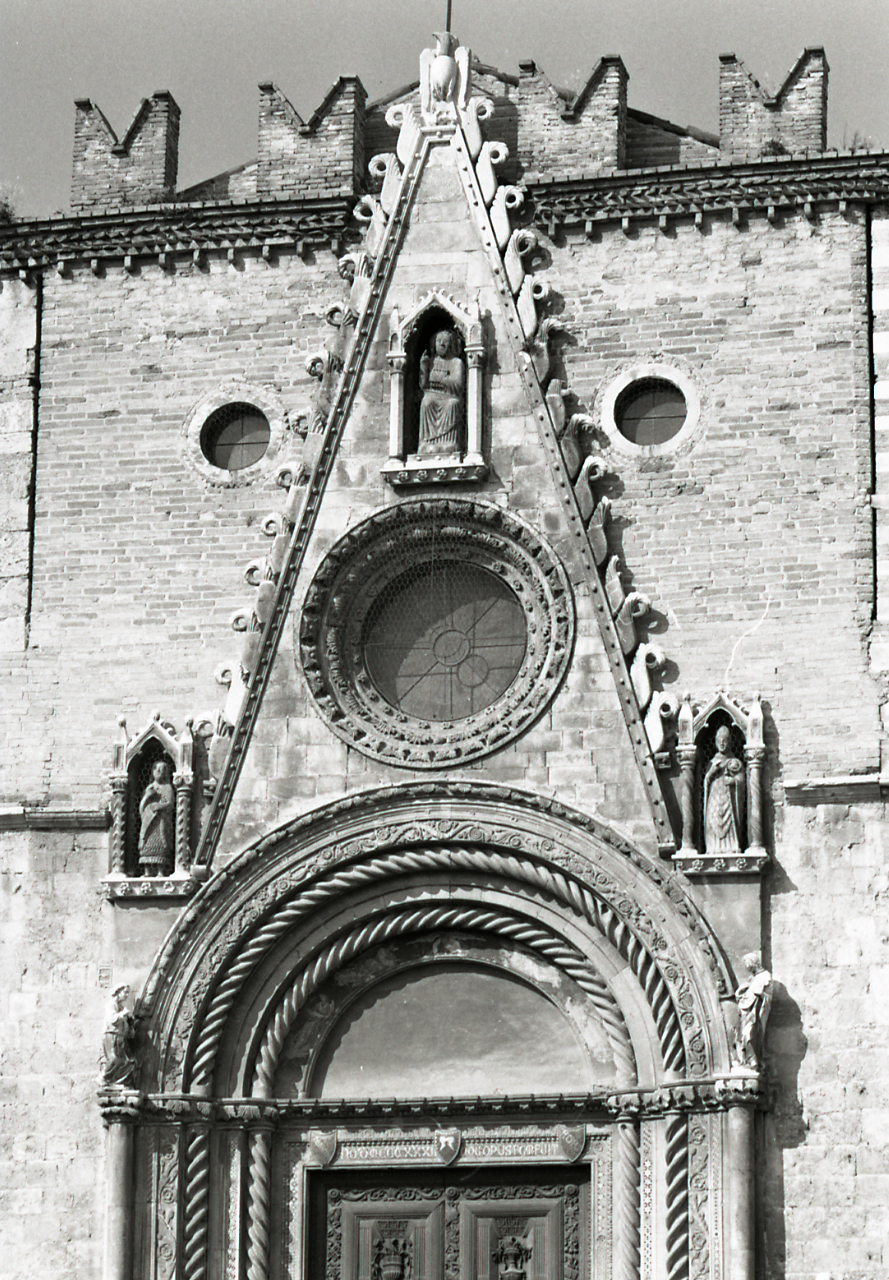
Particolare della facciata del Duomo di Santa Maria Assunta, Teramo (foto di Paolo Monti)

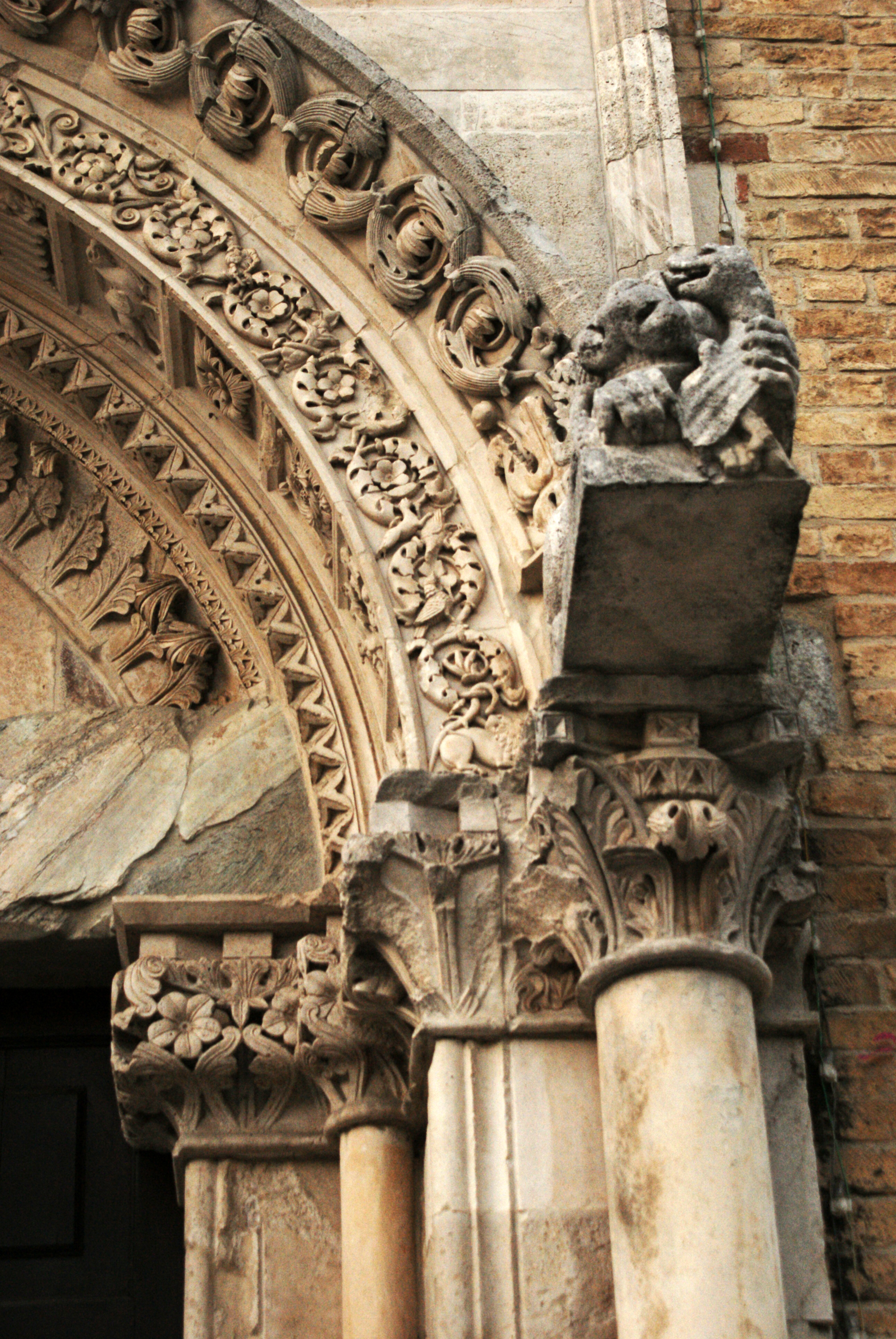
Giulianova, chiesa di Santa Maria a Mare

Dei paesi montani ricompresi nella vasta area protetta, Cortino con il suo verde e gli abeti millenari e Rocca Santa Maria, che ricomprende la località del Ceppo a 1.300 m. ai margini del Bosco Martese, si scende lungo il corso del fiume Tordino sino al capoluogo di Teramo, l'antica Interamnia Praetuttiorum di origini riconducibili ai Piceni o ai Pretuzi, che conserva importanti opere del suo passato, come l'ex Cattedrale di Santa Maria Aprutiense, oggi chiesa di Sant'Anna dei Pompetti (XI secolo), e la nuova Cattedrale di Santa Maria Assunta del XII secolo, con le due facciate su Piazza Orsini e Piazza Martiri della Libertà, ricavata dallo smantellamento parziale dell'anfiteatro romano del I secolo, sopra cui sorge il Seminario diocesano Aprutino.
Castellalto, posto in posizione panoramica lungo il crinale tra le vallate del Tordino e del Vomano, di esso si segnala il borgo fortificato della frazione Castelbasso, fondato nell'XI secolo, uno dei villaggi medievali più interessanti e meglio conservati d'Abruzzo, con ancora le mura e le porte di accesso, le torri, la chiesa gotica di Sant'Andrea, e il museo della Fondazione Malvinia Menegaz. Mosciano Sant'Angelo è un famoso centro d'artigianato per la lavorazione del mobile, fondato dai Benedettini nell'897 d.C., divenne feudo degli Acquaviva nel 1397. La Torre merlata gotica del XIV secolo fu inglobata nella chiesa madre di San Michele, divenendone il campanile, e conserva lo stemma del casato d'Atri. Più a valle, verso Giulianova, si trova il convento dei Santi Sette Fratelli, del XV secolo, edificato sopra un tempio pagano. Bellante merita una visita per la chiesa parrocchiale di Santa Maria degli Angeli, che conserva stucchi barocchi e varie tele, statue lignee e una croce medievale in argento, ma anche la presunta casa natale del questore romano Ponzio Pilato.

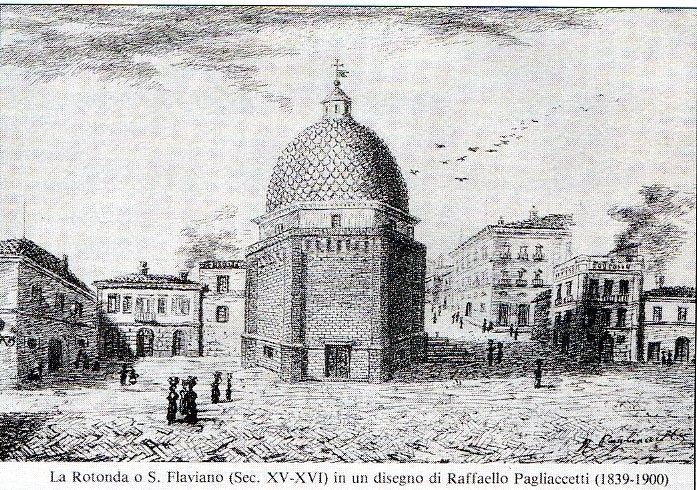
Piazza B. Buozzi a Giulianova col duomo di San Flaviano, disegno di R. Pagliaccetti

Nella frazione Ripattoni si erge un castello trecentesco con la monumentale torre di guardia, che oggi è campanile della chiesetta di Santa Maria de Erulis, con affreschi rinascimentali. L'antico Castrum Novum a mare, nel Medioevo detta "Castel San Flaviano" per la chiesa del santo patrono di Costantinopoli, fatta erigere da Carlo Magno, era un fiorente emporio a mare, colonizzato dai Romani nel 290 a.C.; successivamente nel VII secolo d.C. divenne seconda sede diocesana di Teramo, con la residenza estiva del vescovo, ma nel XV secolo subì vari attacchi e distruzioni per le guerre civili tra Angioini e Aragonesi, e dovette essere ricostruita daccapo nel 1471 dal duca d'Atri Giulio Antonio I Acquaviva, come "Giulia Nova".
Nel centro storico, in Piazza della Libertà (ex piazza Vittorio Emanuele), ricavata dallo smantellamento delle mura e del convento di San Francesco, c'è il belvedere sul mare, e il monumento al re d'Italia Vittorio Emanuele II opera di Raffaello Pagliaccetti, realizzato in seguito alla visita di sua maestà alla città, come prima di tutto l'ex-regno di Napoli; poco distante il corso Garibaldi, che porta a Piazza Buozzi con il duomo di San Flaviano, in stile rinascimentale: un grande edificio a pianta centrale, ottagonale, voltato da una cupola, un tempo ricoperta di maioliche azzurre e usata anche come faro per i naviganti. Si conservano quattro degli otto torrioni in cui si esauriva la cinta muraria, di cui a causa di demolizioni ottocentesche, restano poche tracce in alcune case perimetrali del centro storico. Tra le chiese, degna di nota è quella di Sant'Antonio di Padova, con interni tardobarocchi, ricavata dall'ex monastero dei Francescani demolito insieme alle mura nel XIX secolo, la chiesa di Sant'Anna con altare interno barocco, e appena fuori le mura, sul sito della vecchia città romana e medievale la chiesa romanica di Santa Maria a Mare, decisamente alterata nel tempo, fra crolli e bombardamenti, ma con ancora l'originario portale (attribuito a Raimondo di Podio), unica testimonianza architettonica dell'antica Terra San Flaviano.

### Da Teramo ai Monti della Laga
Partendo da Teramo si percorre la statale 81 Piceno-Aprutina, in direzione di Ascoli, dopo 8 km si raggiunge Campli, in località Traversa e si percorre la piana di Campovalano, dove si trova l'area archeologica della vasta necropoli italica, risalente alla Preistoria, e usata anche durante il dominio romano. Proseguendo verso Rocche di Civitella, si passa a poche centinaia di metri dall'imponente fortezza di Civitella del Tronto adagiata sopra il colle allungato del borgo. Arrivati a Piano Ristecchio, si lascia la statale e si sale verso San Giacomo (1105 m) la località sciistica del teramano, situata ai confini tra Abruzzo e Marche. Qui si trovano antiche capanne di pietra utilizzate dai pastori come deposito di formaggi, e per questo sono dette "caciare".
Da San Giacomo si imbocca una discesa che attraverso il versante settentrionale della Laga e conduce a San Vito di Valle Castellana, e dopo aver costeggiato il lago artificiale di Talvacchia, si arriva al paese di Valle Castellana, comune sparse all'estremo confine dell'Abruzzo colle Marche. Una strada conduce verso i paesetti di Pascellata e Paranesi attraverso l'itinerario del Parco nazionale del Gran Sasso, oppure un'altra strada conduce a Ceppo (1334 m), un bosco ricolmo di piante di funghi porcini.

### Intorno Cortino
Partendo dalla località Ostello di Cortino (1050 m) si imbocca un sentiero che attraverso i boschi di Servillo, Pagliaroli e Collegilesco, e conduce al guado del Tordino nei pressi del vecchio Mulino di Casanova, adibito a strutture ricettiva. Il percorso, che costeggia il fiume, dove si trovano anche delle piccole cascate, conduce per gli abitati di Iscarelli, Abetemozzo, e Ginepri, per arrivare a Monte Fanum, un'antica necropoli italica situata presso Torricella Sicura.

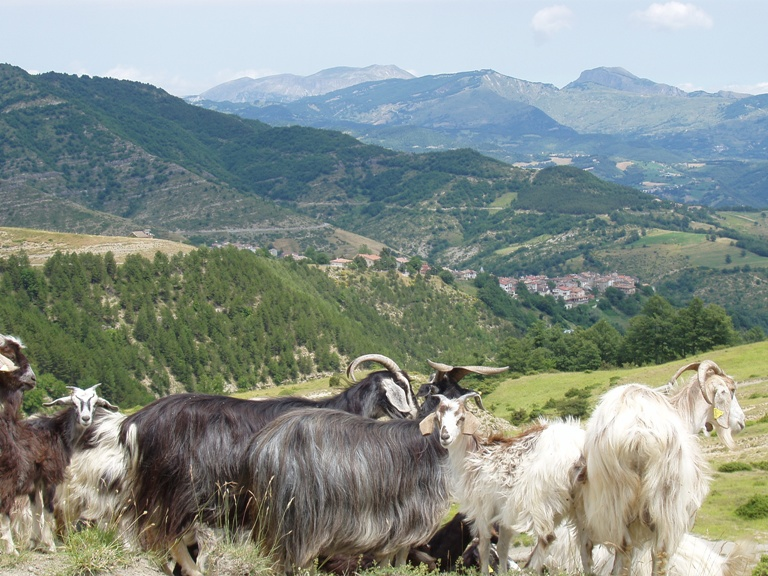
Capre al pascolo presso Cortino

Dal centro di Cortino si può seguire anche la via per Crognaleto, seguendo la statale 80. Dal passo di Fonte Spugna il tracciato costeggia il recinto dell'area faunistica, e conduce al piazzale di Fonte Spugna (1180 m), all'ingresso dell'abetina. A piedi si percorre l'ampio sentieri che comincia accanto alla fonte, e si inoltra nella zona più suggestiva dell'abetina; il percorso corre lungo il recinto dell'area faunistica, inizia a salire a svolte, supera dei rilievi rocciosi e rasenta a destra una cascatella. Dove il percorso diventa pianeggiante, discende verso una fonte, sino ad arrivare ai pascoli dei Prati di Lame (1364 m).

### Da Roseto a Montegualtieri
Il percorso da Roseto degli Abruzzi sulla costa teramana prevede il passaggio all'antico municipio di Montepagano, caratterizzato ancora dall'aspetto medievale, con la chiesa dell'Annunziata e la torre campanaria di Sant'Antimo, seguendo la strada provinciale 19. Si conservano Porta Borea che era parte della cinta muraria. Scendendo a valle, percorrendo un tratto della strada statale 150 verso l'interno, si arriva al bivio per Notaresco, con centro storico medievale; nei pressi si trova la frazione Guardia Vomano con la romanica chiesa di San Clemente al Vomano del IX secolo.

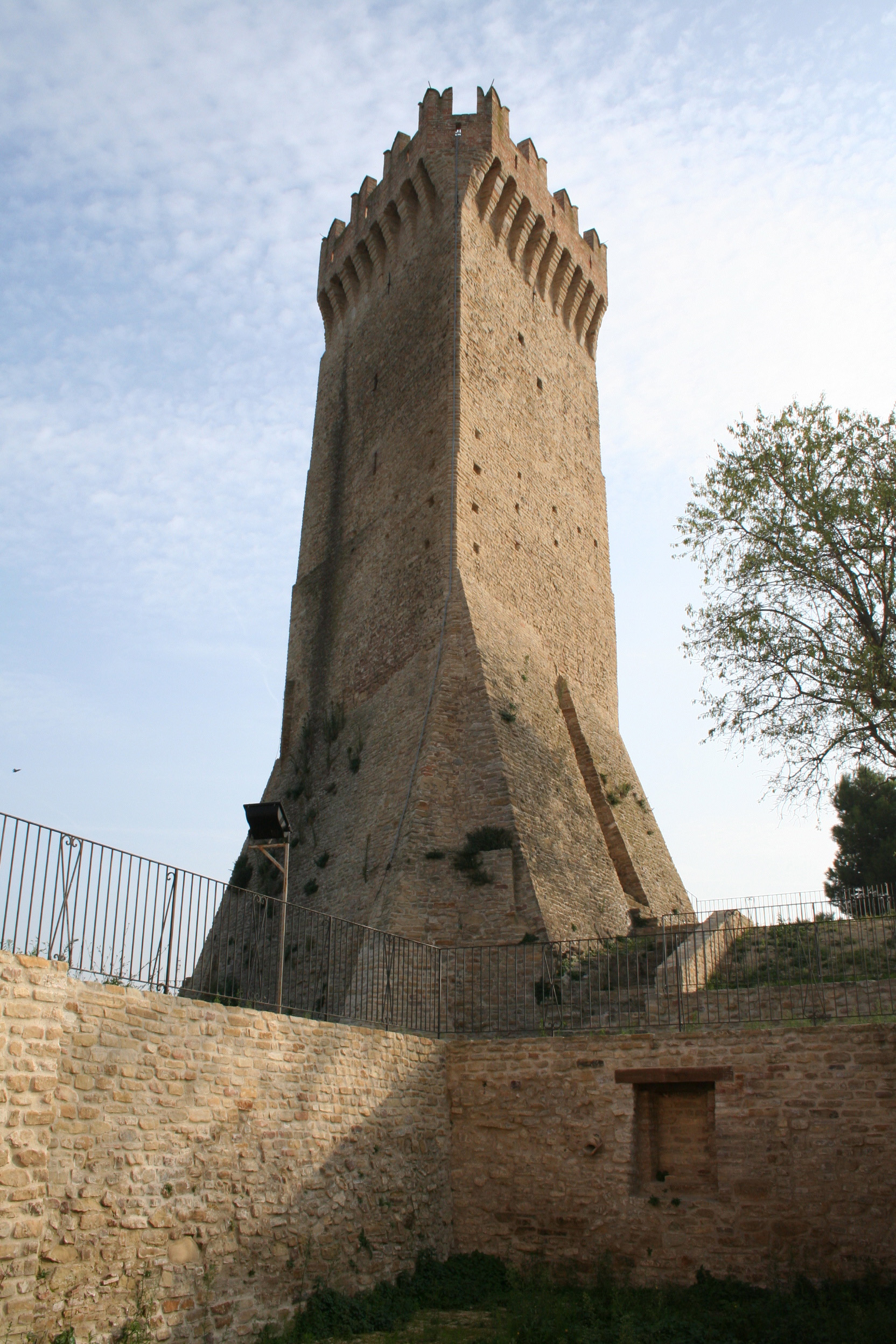
Torre triangolare di Montegualtieri

Riprendendo la statale 150 verso l'interno, si arriva a Montegualtieri frazione di Cermignano, che insiste sull'altra sponda del Vomano. Il borgo rinascimentale è caratteristico per la torre triangolare, alta 18 metri, costruita nel XIII-XIV secolo, come punto di avvistamento. Sul versante sinistro del Vomano, da Castelnuovo a Vomano, frazione di Castellalto, si risale verso il borgo di Catelbasso, successivamente si arirva al bivio per Canzano sulla destra, questo paese si conserva abbastanza bene, noto per il piatto del tacchino "alla canzanese", del merletto, e per il patrimonio artistico di cui si ricorda il santuario della Madonna dell'Alno, poi verso il cimitero la chiesa romanica di San Salvatore del XII secolo.

### Rocca Roseto
Rocca Roseto era una fortificazione medievale usata come posto di guardia per il passaggio delle merci da Roma all'Adriatico; ne rimangono ruderi. Sotto la Rocca c'è la piana di Pano Roseto, caposaldo dell'antico tratturo Roseto-Frisa della Doganella d'Abruzzo, questo tratturo è ancora in parte usato dai pastori che portano le greggi verso la Puglia.

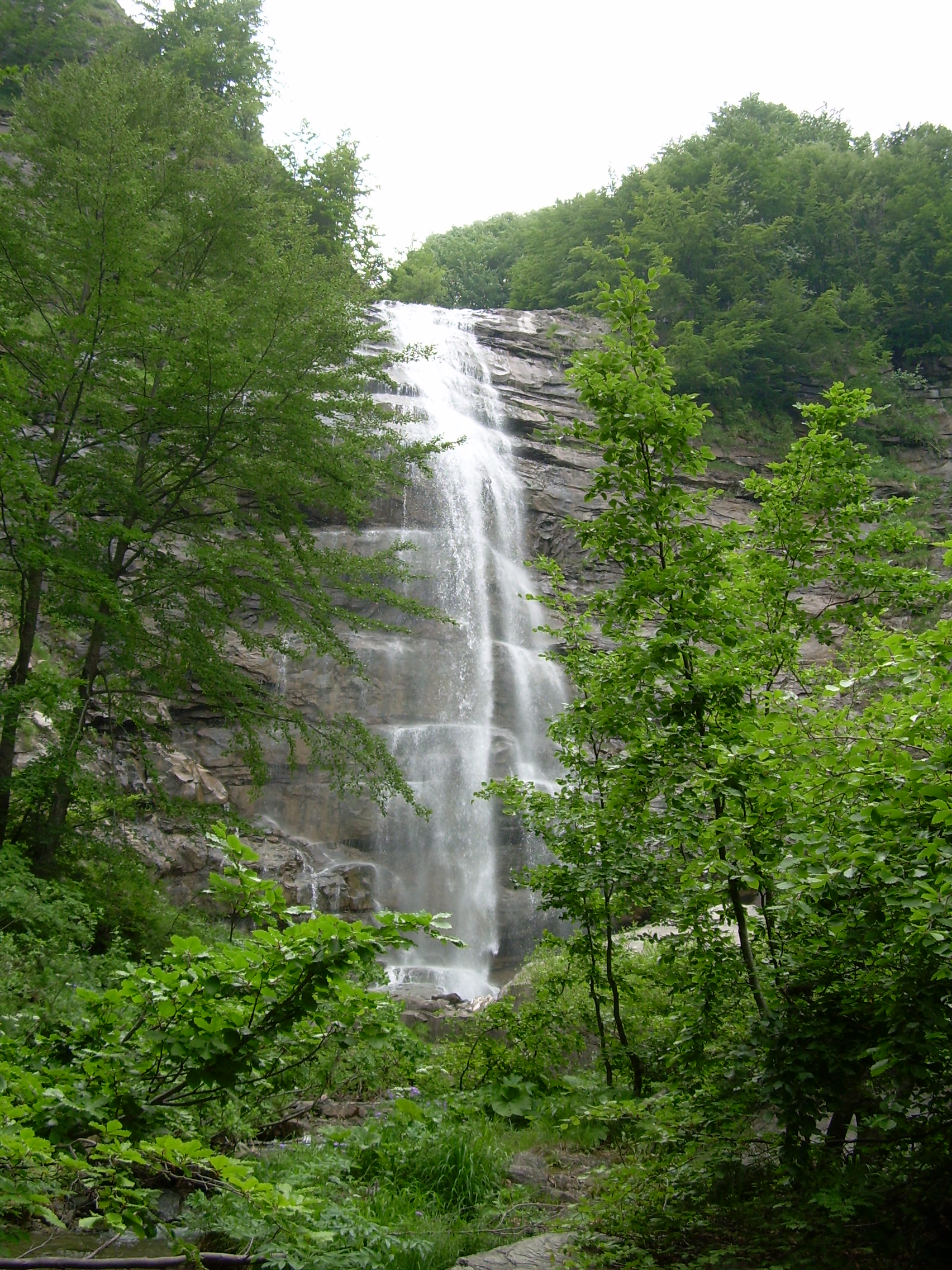
Cascate della Morricana

Da qui si ritorna a Cortino, percorrendo la strada in discesa, dove si trovano alcune stratificazioni geologiche, dette "Formazione della Laga". Andando avanti superata Fonte Palumbo, si arriva all'abitato di Pagliaroli, che sarebbe sorta sopra un villaggio italico, come dimostrano i resti di un santuario del III sec. a.C. rinvenuti nel 1997 presso la chiesa di San Salvatore.

### Padula - Via Cecilia
È uno dei tratti più interessanti della valle del Tordino. Si parte da Padula frazione di Cortino (932 m), immersa nei boschi dei Monti della Laga; nei pressi del vecchio mulino si imbocca il sentiero Italia lungo la tappa del Ceppo, e si raggiunge Ponte Flammagno; facendo una deviazione si arriva qlle cascate di Cantagalli, in cui il fosso della Cavata confluisce nel fiume Tordino. Si raggiunge infine la radura delle Macere (1140 m) e attraversando il fosso della Cavata su ponticello di ferro, si raggiunge la strada sterrata che guarda verso il Tordino, attraverso cui si scende a Padula,

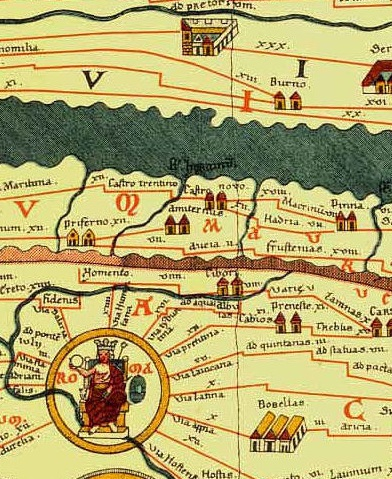
Veduta di Castrum Novum nella Tabula Peutingeriana

Il percorso verso Teramo segue l'antico tracciato romano della via Cecilia, realizzata nel 293 a.C. quando ci fu la conquista del territorio Sabino e dei Pretuziano, ottenuta con una campagna militare condotta dal console Manio Curio Dentato. L'assorbimento del territorio dei Pretuzi fu conseguito mediante le fondazioni della colonia latina Hatria (Atri) e Castrum Novum (Giulianova) nel 268-84 a.C.

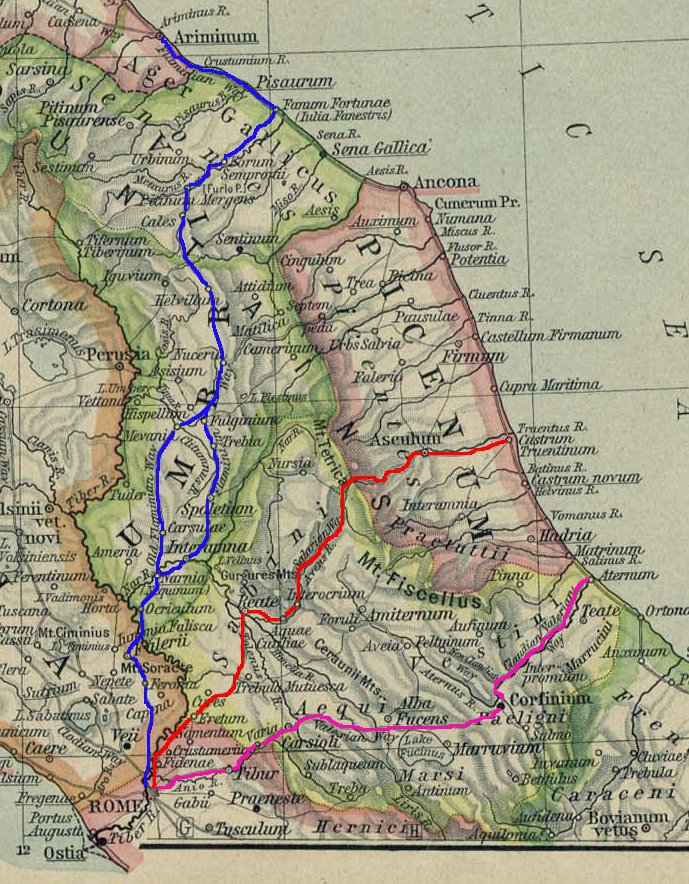
Il percorso della Via Salaria, in.
Sono mostrate anche la via Flaminia (in) e la via Tiburtina Valeria (in)

Le fondazioni coloniali romane prevedevano la creazione o sistemazione di assi viari preesistenti, che potessero garantire un controllo diretto di Roma sul nuovo territorio occupato; questa necessità probabilmente nacque anche dallo sfruttamento delle saline adriatiche, nel momento in cui le saline di Ostia non potevano più essere sufficienti al fabbisogno del nuovo stato romano in espansione. Nel primo tratto la via Cecilia ricalcava la già precedente via Salaria raggiungendo Interocrium (Antrodoco), da qui se ne distaccava e proseguiva verso Amiternum (L'Aquila), per poi risalire verso l'Appennino nel valico delle Capannelle. Presso l'antico abitato dell'attuale Poggio Umbricchio, cadeva il miliari CIII, proseguiva sino al paese di Montorio. La Cecilia, continuava da qui un doppio itinerario in funzione delle due colonie adriatiche, un asse attraverso Valle San Giovanni, miliario CXIII, raggiungeva Interamnia (Teramo) e poi proseguiva loungo il basso Tordino sino a Castrum Novum; invece il secondo braccio seguiva il Vomano e raggiungeva Hatria.
Montorio

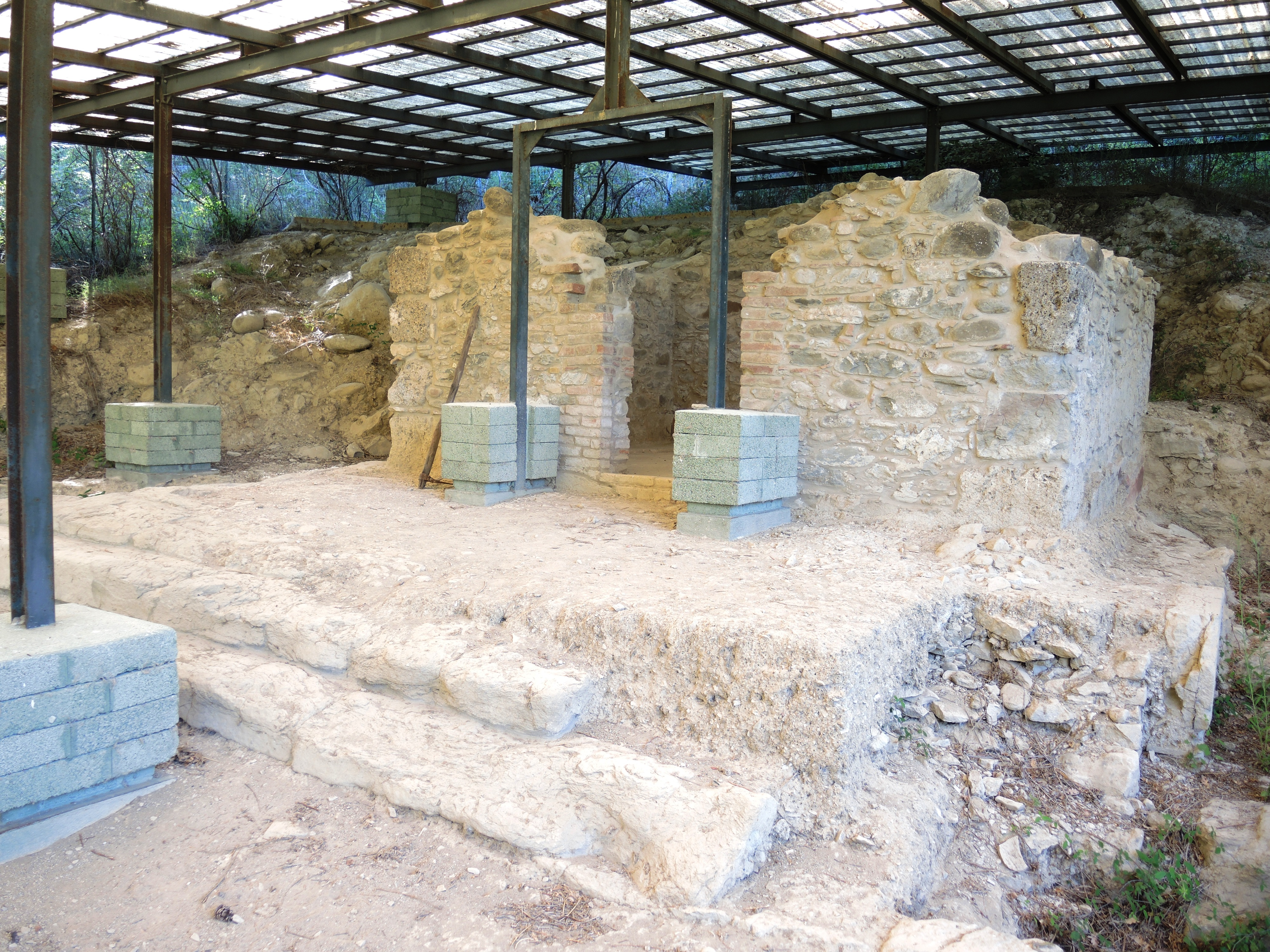
Tempio romano di Ercole a Montorio

Lungo il fiume Vomano, si trovava il tempio di Ercole, in posizione superiore e distaccata dall'attuale centro storico di Montorio. Notevole importanza storico-archeologica riveste questo tempio, scoperto nel 1865, della struttura si conservano resti cospicui della cella con pavimento mosaicato, realizzato in opus tessellatum con tessere di calcare bianche e riquadratura a tessere nere. Il pavimento riporta l'iscrizione dedicatoria che grazie alla menzione della coppia consolare romana in Pretuzia, che lo fece restaurare, può essere precisamente datata al 55 a.C. L'epigrafe, oltre a restituire il nome della divinità cui il tempio era dedicato, fornisce indicazioni sulla realizzazione dell'edificio, ad opera dei magistrati del vicus. Presso Crognaleto, andando al centro di Piano Vomano, si trova la testimonianza archeologica della strada "Maestra del Parco", le mura megalitiche di Colle del Vento, un tratto di mura in opera quadrata, a controllo dell'alta valle del Vomano.
Teramo - Necropoli di Ponte Messato / Ponte degli Impiccati

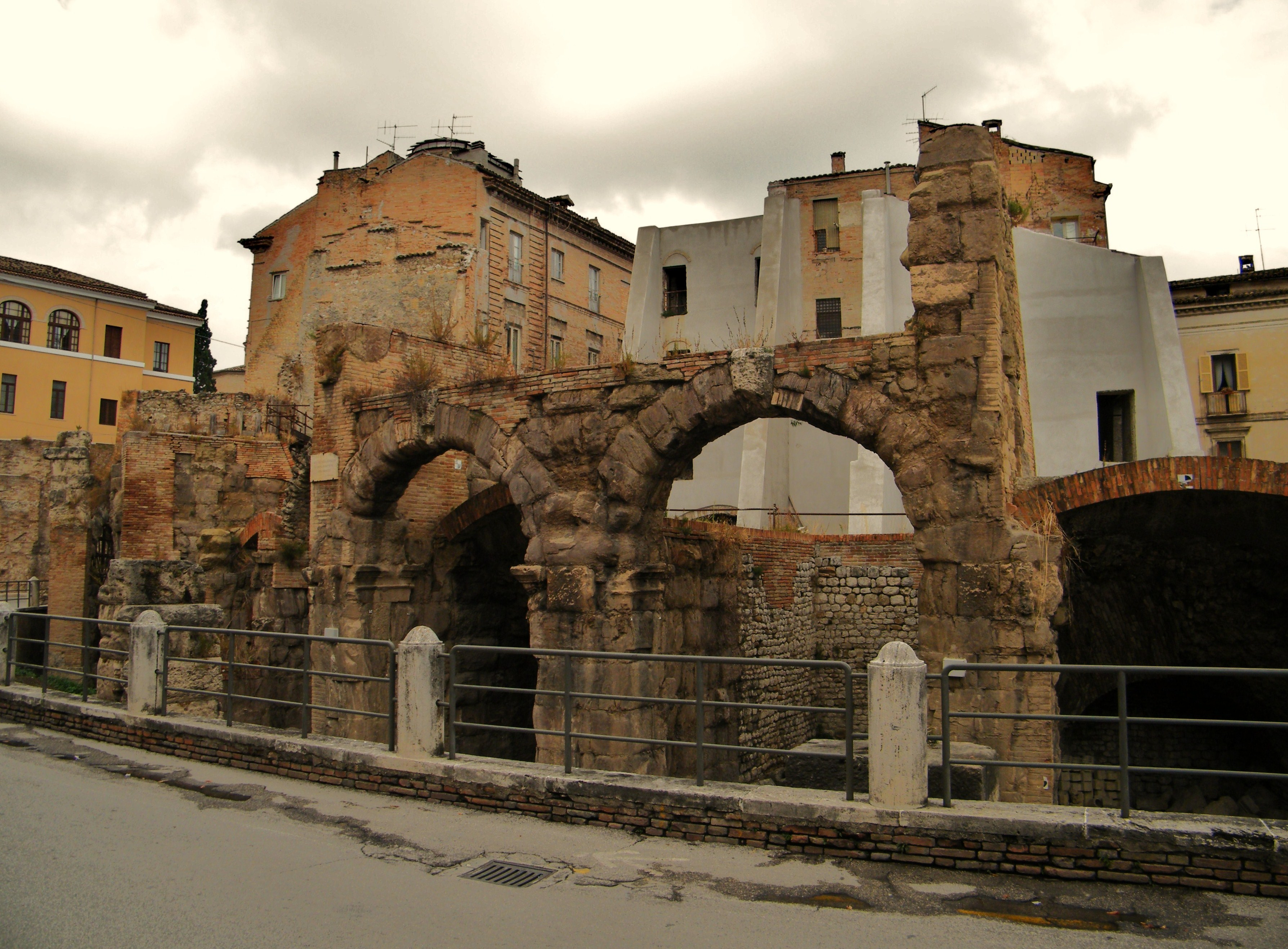
Teatro romano di Teramo

In epoca romana anche la città di Interamnia si dotò di un cimitero pubblico, ossia una necropoli, le aree sepolcrali si disponevano lungo le vie extraurbane, nel rispetto delle Leggi delle XXII Tavole, la sepoltura di Ponte Messato infatti, in contrada Cona lungo via Cavalieri di Vittorio Veneto, fiancheggiava l'antica via Cecilia, in direzione di Amiternum; un'altra necropoli doveva essere collocata lungo la strada che da Interamnia portava verso il mare a Castrum Novum. Da questa necropoli provengono due iscrizioni funebri con la menzione di un Archipeta Eunuchus, e di una Valeria Praetuttiorum, nonché un'altra dedicata a Quinto Poppeo, patrono del municipio e della colonia di Teramo, esposta oggi al Museo archeologico "Francesco Savini" di Teramo.
Il sito archeologico di Ponte Messato fu individuato nel 1961 presso la cappella della Madonna della Cona, e scavato nuovamente nel 2000-2008; le strutture riemerse appartengono a una vasta area sepolcrale interessata da deposizioni che coprono un arco cronologico, che va dal IX secolo a.C. sino all'età imperiale (II sec. d.C.) La parte italica del IX-XVI sec. a.C è a inumazione, mentre quella romana è a incinerazione, sino al II secolo, quando si riafferma il tipo di inumazione con tombe a cappuccina.
Della necropoli italica sono stati individuati altri due nuclei di sepolture monumentali, distinti per tipologia e localizzazione: il nucleo originario è localizzato nel fosso Messato, che ha restituito monumenti funerari a circolo di pietre con fossa centrale, e ricchi corredi maschili e femminili. L'altro nucleo posto a sud del sito, è costituito da 5 tombe di bambini compresi tra i primi mesi di vita e i 10 anni, sepolti in monumenti a circolo, e in fosse terragne per i neonati. Il mausoleo più ricco di Ponte Messato raggiungeva 3 metri d'altezza, era allineato alla strada dove 2 cippi indicavano i confini di proprietà dell'area sepolcrale del defunto, Sextus Histimennius; all'interno della sepoltura furono recuperati frammenti a transenna e una statua in marmo bianco, datata I secolo d.C., raffigurante il defunto in veste di togato. In un altro mausoleo sono stati recuperati più di 100 frammenti in osso combusti, pertinenti a un letto funebre con raffigurazioni umane, animali e vegetali.
'Area archeologica di Largo Madonna delle Grazie
Si trova a Teramo, fuori Porta Reale, presso il sagrato del santuario. Si trova nel piazzale antistante il santuario di Santa Maria delle Grazie, lo scavo benché noto da secoli, citato già da Niccola Palma nel 1832, è stato effettuato nel 1980. Si tratta di numerosi ambienti risalenti al I secolo a.C., utilizzati sino al IV sec d.C. Gli ambienti con murature in opera incerta di ciottoli di fiume tagliati conservano pavimentazioni in coccio pesto con decorazioni a mosaico geometriche, di tessere lapidee bianche che formano motivi reticolati o a doppio meandro, con le tessere nere. All'estremità orientale due ambienti presentano una decorazione musiva più articolata, con fascia perimetrale a meandro, racchiudente un clipeo suddiviso in rombi e agli angoli quattro delfini e quattro bastoni alati con due serpenti attorcigliati. In epoca augustea le costruzioni preesistenti dell'epoca repubblicana, sono state comprese in una sola domus con peristilio centrale, mentre nel III sec d.C. si installò ivi un impianto industriale, forse lavanderia per la tintura dei panni, utilizzata sino all'epoca longobarda.
Aree archeologiche di Casa Melatino - Largo Torre Bruciata

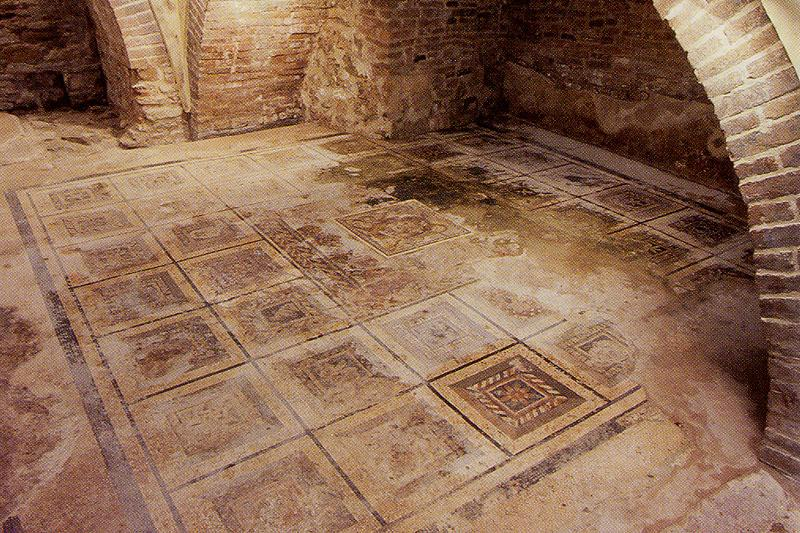
Domus del Leone nel sotterraneo di Palazzo Savini, Teramo

La prima domus si trova sotto la medievale Casa Melatino all'incrocio del Corso Cerulli. Le indagini archeologiche del 1998 hanno evidenziato una complessa successione stratigrafica attribuibile a un grande sito archeologico esistente dall'epoca romana, e usato anche nell'epoca medievale sino al XII secolo, quando la città nel 1156 fu distrutta da Roberto di Loritello.
Il pavimento della fase più antica è un mosaico, forse relativo a un cortile peristilio, il tappeto musivo è composto da scutulatums u fondo di tessellato rustico monocromo, incorniciato da una fascia laterale composta da una fascia monocroma di tessere bianche, seguita da una linea doppia di tessere nere, e una linea semplice tratteggiata, seguita da un tessellato policromo in 4 colori: bianco, nero, rosso, verde, che forma una composizione geometrica a rombo, di squame allungate bipartite, adiacenti in colori contrastanti. Le squame sono disposte per ordine di colore secondo allineamenti obliqui, convergenti verso il centro della fascia in sequenza continua, seguono una linea semplice tratteggiata, una linea doppia di tessere nere e una fascia monocroma di tessere bianche.

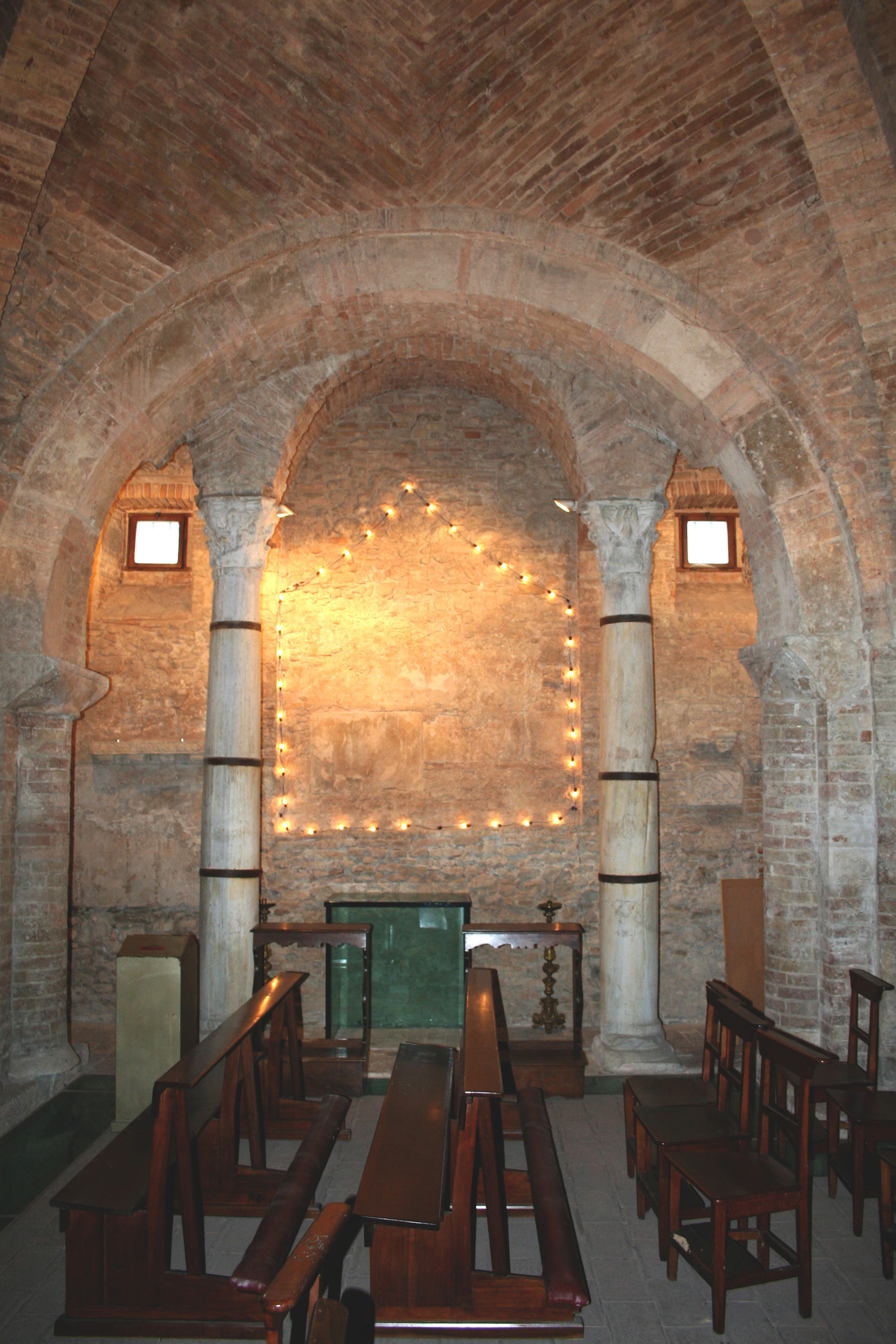
Cappella di Sant'Anna dei Pompetti, ex cattedrale di Santa Maria Aprutiense

Nel III secolo d.C. il cortile venne ridotto con la costruzione di un muro divisorio, si creano due ambienti distinti: l'ambiente più piccolo venne ripavimentato con un composto musivo a tessere bianche, riquadrato da una fascia perimetrale di tessere nere, ogni angolo della stanza è infatti caratterizzato da un motivo decorativo composto da tessere nere a formare un collo e una bocca di Kanthanos, una decorazione a baccellature, sui cui lati vi sono due elementi fitomorfi, identificabili con foglie i cespo d'acanto o con rami di palma. Dal Kanthanos fuoriescono degli elementi vegetali con motivi a spirali, un cespo con 5 foglie lanceolate per lato e un lungo stelo con foglie al cui apice sembra stare un bocciolo, a metà della stanza si trova un motivo a ventaglio con lo stelo di foglie e tre piccole infiorescenze.
La domus tra IV-VI secolo video ricoperto ancora una volta il pavimento con lastre di calcare bianco e marmo giallo, rettangolari e quadrate. Ai lati della stanza si trova una fascia decorativa in marmi colorati a motivi geometrici: sulla soglie di collegamento col secondo ambiente viene collocato con un mosaico bianco-nero di reimpiego con il motivo a svastica (simbolo apotropaico); una terza stanza alla destra dell'ambiente centrale viene arricchita con un pavimento a base cementizia con frammenti marmorei policromi. Al centro sono sistemate lastre quadrate colorate bianco e nero.
La seconda area archeologica con domus, si trova in Piazza Sant'Anna, nel vicolo di via Antica Cattedrale. I lavori di scavo iniziati negli anni '70 hanno permesso di recuperare le fondamenta dell'antica Cattedrale di Santa Maria Aprutiensis, fondata proprio sopra la domus romana nel VI secolo, e distrutta dall'incendio del 1156 (l'abside poi è stata utilizzata per la cappellina di Sant'Anna dei Pompetti, ancora esistente). La domus risale al I secolo a.C., le strutture che si trovano a una profondità di circa 90 cm rispetto al piano superiore di calpestio. La domus presenta un ampio peristilio di forma rettangolare con murature in opera incerta e colonne in mattoni, rivestite di stucco colorato in rosso nel fusto e di bianco nelle basi. L'impluvium per la raccolta dell'acqua piovana, pavimentata in opus spicatum, è decentrata rispetto al peristilio sui cui si affacciano tre ambienti affiancati, di cui quello centrale di dimensioni maggiori. Una soglia di pietra divide l'ambiente centrale dal peristilio: presso la soglia sono stai trovati sia gli incassi dei cardini che i serramenti metallici della porta conservati nel Museo civico archeologico. Il pavimento dell'ambiente in mosaico bianco con fascia perimetrale nera; i muri in opera incerta conservano gli intonaci decorati con leggere campiture geometriche su fondo bianco, al cui centro sono motivi vegetali stilizzati.

L'ambiente meridionale il cui muro è stato successivamente riutilizzato per la cattedrale, reca una soglia in pietra che immettere nel peristilio: la pavimentazione è in coccio pesto con l'inserimento di tessere bianche. Gli intonaci conservano il fondo bianco con leggere campiture geometriche in giallo e ocra. L'ultimo ambiente a settentrione ha l'ingresso verso l'esterno, e il pavimento in coccio pesto con tessere bianche a forma di rombi tangenti agli apici: gli intonaci sono dipinti a fondo rosso, con campiture geometriche e decorazioni vegetali. La domus ha restituito vari materiali che permettono la datazione certa al I secolo, venne chiusa nel II secolo, come testimoniano i serramenti, e riutilizzata poi come cattedrale. La vicina Torre Bruciata era un elemento di avvistamento romano, riutilizzato poi dai teramani come campanile della cattedrale. Reca ancora all'esterno gli evidenti segni di bruciature per l'incendio del 1156.
Ponte degli Impiccati
Si trova all'ingresso del Parco fluviale del Vezzola, in via Vecchio Mattatoio. Lo storico locale Francesco Savini descrive la presenza di un ponte, posto accanto alla chiesetta di San Giuseppe; il ponte in Stucco o degli Impiccati, perché ivi vi si eseguivano le esecuzioni capitali, nel XIX secolo era in parte sommerso dai detriti del Vezzola, ma era ancora attraversabile a piedi; nel 1817 vi fu realizzato un camposanto. In quest'epoca si conservava solo parte dell'arco principale, sovrastato da una nicchia con icona della Madonna; secondo lo storico Palma, sino al 1727 si conservava ancora un secondo arco. Nel 2055 è stato recuperato dalla scomparsa quasi totale dell'accumulazione dei detriti del fiume, ma necessita di nuovi lavori di recupero, poiché l'ingabbiamento in una struttura provvisoria non rappresenta il modo migliore di conservare un monumento storico.
Alcuni storici vogliono che fosse di origine medievale, altri romana; per il Forti e il Crugnola, ingegneri del moderno vicino Ponte San Ferdinando nel 1817, sostenevano che fosse romano, tuttavia non ci sono abbastanza documentazioni, anche perché se così fosse, il ponte in epoca medievale sarebbe stato pesantemente manomesso, iniziando dalla presenza dei Longobardi, che vi realizzarono dei fregi a carattere geometrico e animalistico, tipico della loro arte a rilievo.
Castrum Novum
Nel 290 a.C. fu fondata al mare la colonia romana di Castrum Novum popolata prevalentemente dai Piceni, una scelta strategica allo sbocco sull'Adriatico del Tordino. Non si ha documentazione sufficiente sull'impianto urbano scelto, le mura dovevano seguire l'orografia della collina che sovrastava il mare, i punti di accesso vennero scelti in funzione di un rapporto ottimale tra impianto urbano e collegamenti interregionali, in direzione di Roma per mezzo della via Cecilia, e mediante la via Salaria verso gli altri centri della costa adriatica, come Truentum e Asculum. Il suo centro "fortificato" viene ricordato dagli storici Plinio il Vecchio, Claudio Tolomeo, Velleio Patercolo e Strabone; gli strati murari del sottosuolo, e più ancora del tesoretto monetale scoperto nel 1828 in parte liquefatto e arrostito dal fuoco, inducono a ritenere che nel corso della sua esistenza, la città subì varie devastazioni e attacchi, avvenuti dopo la decadenza di Roma, con gli attacchi saraceni del IX secolo, e la distruzione nel XV secolo del borgo di Terravecchia di San Flaviano.

### Mulini dell'alto Tordino
Testimonianza di un'attività molto antica, sono questi mulini, una ventina conservati posti a pochi km a monte di Teramo, incastonati nel contesto naturalistico di rara bellezza e rappresentano una meta ideale per le escursioni, mentre alti purtroppo sono ridotti a rudere. I meglio conservati sono:
Mulino di Padula

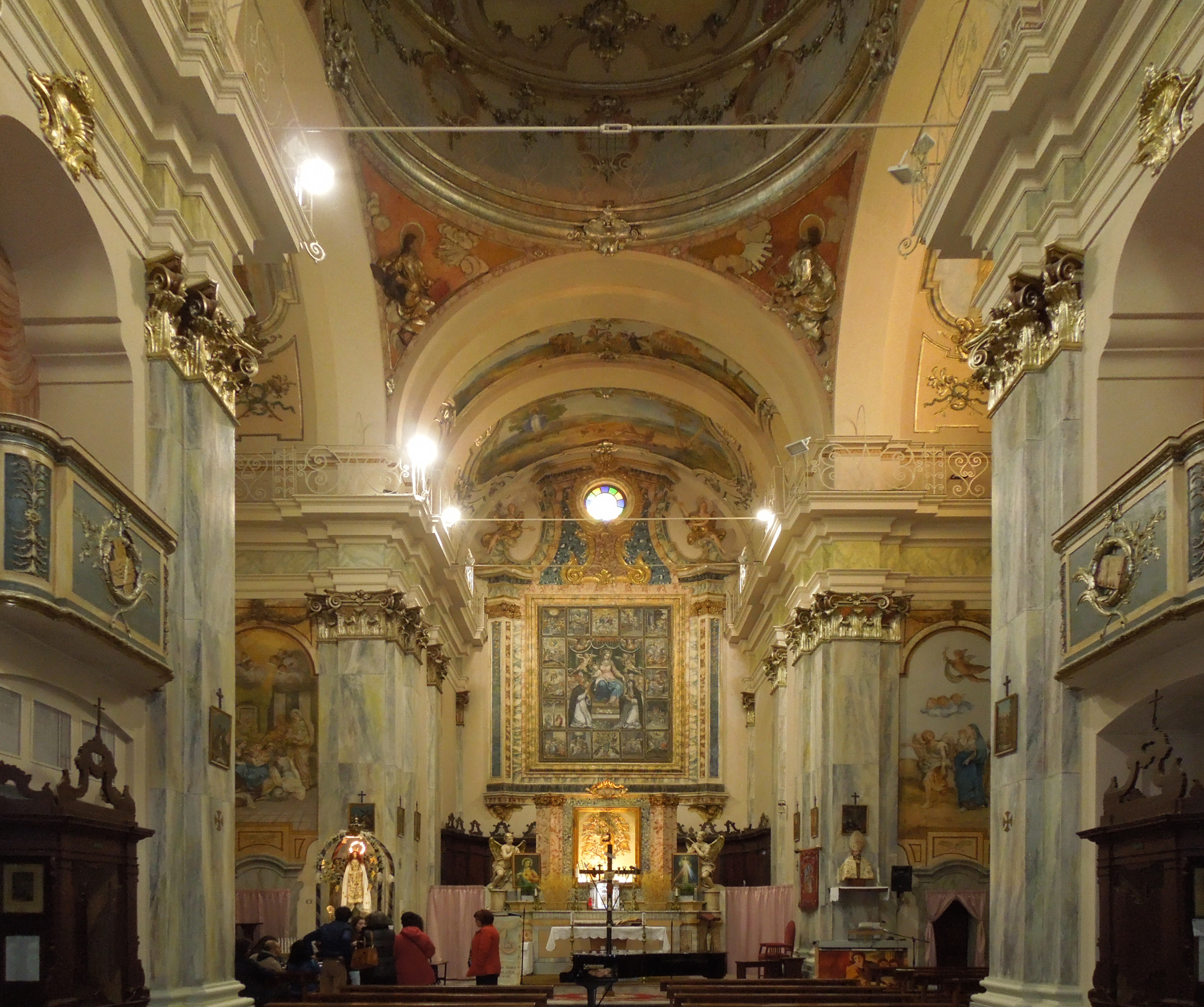
Interno del santuario della Madonna dell'Alno, Canzano

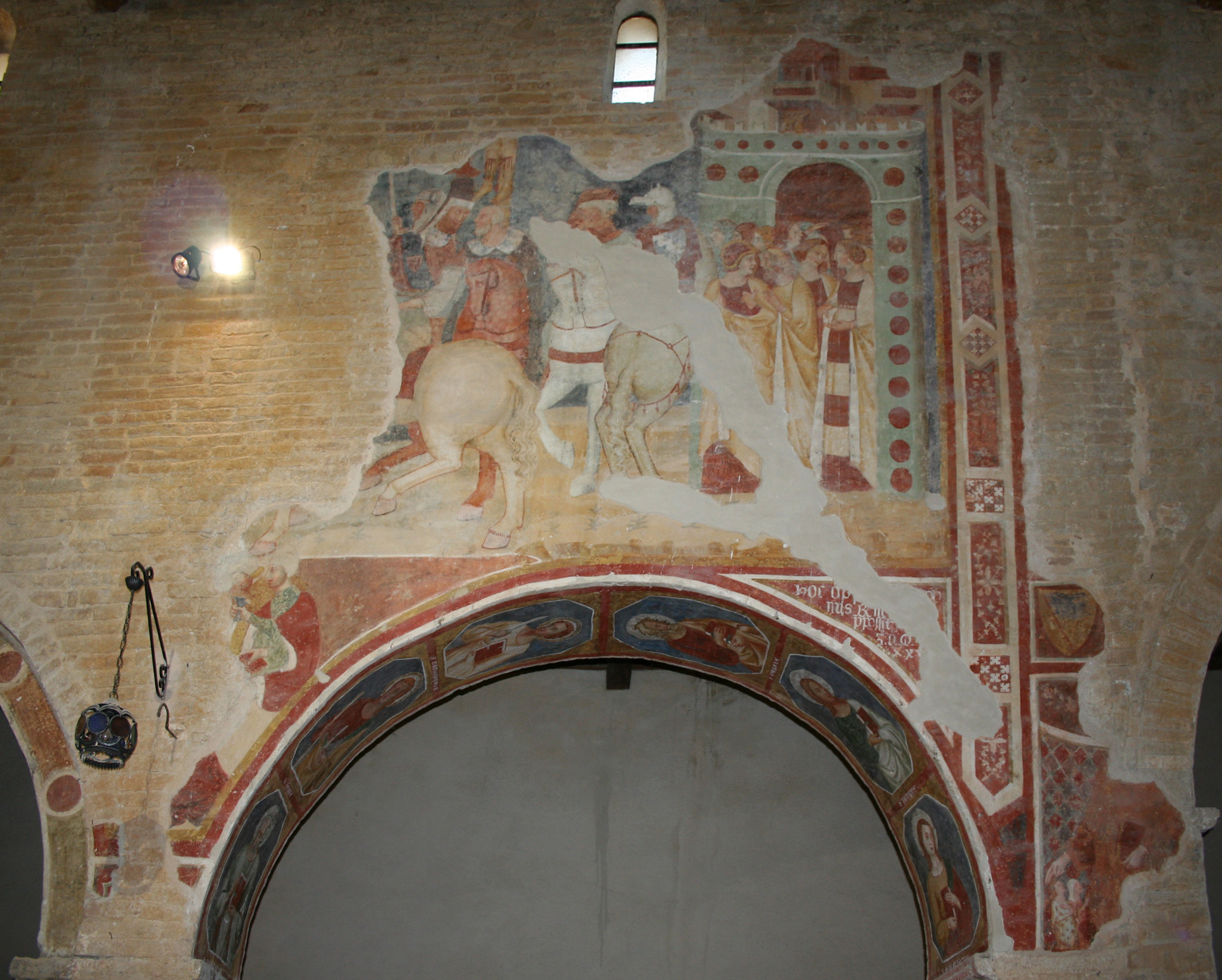
Scorcio degli affreschi interni della chiesa romanica di San Salvatore a Canzano

Funzionante sino al 1955, il suo ultimo mugnaio fu Ulisse De Fabiis, che lo gestiva dal 1940, ereditandolo dal padre Rocco De Fabiis. Nel 1955 il figlio Domenico aiutò Ulisse, il mulino era a una sola macina la quale è ancora in situ, la volta del corriere è parzialmente crollata, sotto ancora vi si trova un albero del "ritrecine", senza più palmule, con il sottostante punteruolo e dado di bronzo, poggianti sulla banchina anch'essa in situ. È ancora visibile la lunga traccia della gora, fino alla chiusa del fiume, scavata sulla roccia; è visibile il piccolo invaso per la "refogge" con altezza della caduta dell'acqua dell'ordine di 10 metri. Dell'edificio risulta crollata la copertura, mentre restano ancora in piedi parti delle murature perimetrali. L'attuale proprietario del mulino è Benito De Fabiis, figlio di Domenico.
Mulino di Fioli
Piccolo mulino la cui macina era mossa dalle acque del fossato di Fioli, che di lì a poco si riversa nel Tordino. Rimasto attivo sino al 1967, sono stati ultimi mugnai Umberto e Domenico Di Tommaso, gestori di quel mulino insieme al padre Vincenzo. Il mulino macinava per i paesani di Fioli, Forno, Vernesca e Altoviia; è costituito da un solo locale in buono stato di conservazione, in anni non lontani è stata sostituita la copertura originaria con lastre di eternit. Anche i macchinari cono conservati, oltre alle macine sono in situ la cassa del farinaro, la tramoggia, e la gru girevole, necessaria per sollevare le macine, allorquando dovevano essere "arpicchettate", cioè rese ruvide le superfici. Nel corriere ci sono le palmule ancora integre, vi è la ruota palmata "ritrecina", pure la banchina è ancora in situ. Il proprietario attuale è Umberto Di Tommaso.
Mulino di Faieto
Funzionante sino al 1980, fu gestore ultimo Mario Di Filippantonio di Faieto, aiutato dal figlio Nicola; Mario iniziò l'attività nel 1944 subentrando al suocero Nicola Brunozzi, oggi il mulino è di Giovanni Di Filippantonio. Il mulino è a due macine, nel corriere integralmente coperte di fango, sono ancora presenti due ritrecini, realizza in ghisa e acciaio; nel locale oltre alle macine si trovano casse di copertura e fariunai e le tramogge in buono stato. La costruzione comprende anche l'abitazione del mugnaio che comunica con la costruzione mediante scala; la copertura e la muratura sono ancora in buono stato. Posteriormente vi è un invaso per la refogge, perché le acque che muovevano il mulino, come quelli vicini di Comignano e Servillo, erano poche

## Economia
L'economia della valle si basa sull'industria (soprattutto nell'area pianeggiante tra Teramo, San Nicolò, Mosciano), sull'agricoltura e recentemente sempre più sul settore Terziario.

## Trasporti
La valle è attraversata trasversalmente dall'Autostrada A14 e dalla Strada Statale 16 nella sua parte bassa, dalla Pedemontana Abruzzo-Marche nella sua parte centrale mentre la Statale 80 e la nuova parallela detta Teramo-Mare la percorrono longitudinalmente per una parte.

È attraversata da Teramo fino a Giulianova dalla ferrovia Giulianova-Teramo.